# Liste des amiraux de la Marine impériale russe

Pavillon de la Marine russe

Pavillon de beaupré de la Marine russe

Cet article dresse la liste des amiraux de la Marine impériale de Russie jusqu'en 1917.

## Liste des amiraux dans l'ordre alphabétique

### A

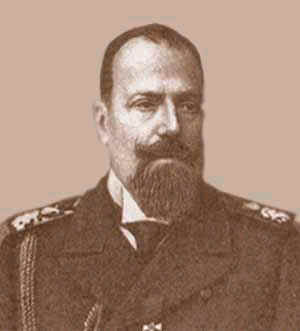
Grand-duc Alexeï Alexandrovitch de Russie

- Abaza, Alexeï Mikhaïlovitch : (1853-1915) contre-amiral en 1901. Contre-amiral ;
- Aleksiano, Anton Pavlovitch : (1749-21 décembre 1810) - Vice-amiral ;
- Aleksiano, Panagioti Pavlovitch : (?-8 juillet 1788) - Contre-amiral (1787) ;
- Alexandre Mikhaïlovitch de Russie : (1er avril 1866-26 février 1933) - Amiral (1er janvier 1903). Lors de la guerre russo-japonaise de 1904-1905, il supervisa la préparation des croiseurs auxiliaires, au cours de la Première Guerre mondiale il organisa l'Armée impériale de Russie. Fondateur de l'aviation de la Russie impériale, fondateur d'écoles de pilotes, d'ingénieurs et d'usines aéronautiques. Il permit la fuite des membres de la famille impériale présents en Crimée dont l'impératrice mère Dagmar de Danemark ;
- Alexandrov, Alexandre Ivanovitch : (5 juin 1864-15 décembre 1917) - Contre-amiral (1916) - Contre-amiral (1916) ;
- Alexeïev, Evgueni Ivanovitch : (11 mai 1843-27 mai 1917) - Amiral (1903) ;
- Alexis Alexandrovitch de Russie : (2 janvier 1850-1er novembre 1908) - Général-amiral (15 mai 1883) ;
- Altfater, Vassili Mikhaïlovitch : (16 décembre 1883-20 avril 1919) - Contre-amiral (1917) - Contre-amiral de la Marine impériale de Russie, le premier commandant de l'ensemble des forces navales de la fédération de Russie (RSFSR) (il figura parmi les négociateurs du traité de Brest-Litovsk, ainsi il gagna la confiance du gouvernement soviétique et fut nommé commandant des forces de la marine et membre du Conseil militaire révolutionnaire ;
- Anderson, Piotr Petrovitch : Contre-amiral (4 mai 1764) - Vice-amiral (1769), d'origine britannique ;
- Andreïev, Alexandre Nikolaïevitch : (19 août 1821-5 novembre 1880) - Contre-amiral (28 octobre 1866) - Vice-amiral (1874) ;
- Anjou, Piotr Fiodorovitch : (15 février 1797-12 octobre 1869) - Contre-amiral (1844) - Amiral, Il fut un explorateur de l'Arctique, son année de naissance varie 1796 ou 1797, 1797 est considérée comme réelle, cette date est gravée sur sa pierre tombale ;
- Apostoli, Nikolaï Ivanovitch : (1er mai 1861-10 novembre 1937) - Contre-amiral (1915) ;
- Apraxine, Fiodor Matveïevitch : (27 décembre 1661-10 novembre 1728) - Amiral (22 février 1707) ;
- Arf, Ivan Nikolaïevitch : Contre-amiral. D'origine danoise, au cours de la guerre russo-turque de 1768-1774, il fut invité par Catherine II de Russie, il fut immédiatement nommé amiral. Il devint le commandant d'une escadre de la flotte de la mer Noire, en janvier 1772, il fut renvoyé de la Marine impériale de Russie ;
- Arkas, Nikolaï Andreïevitch : (8 mai 1816-8 juin 1881) - Contre-amiral (1860) - Adjudant-général, amiral ;
- Arseniev, Dimitri Sergueïevitch : (14 septembre 1832-14 septembre 1915) - Contre-amiral (1877) - Adjudant-général, amiral (9 août 1900). Décoré de tous les ordres impériaux de Russie, y compris l'Ordre de Saint-Vladimir (1re classe) ;
- Aslanbegov, Avraam Bogdanovitch : (1822-1901) - vice-amiral (1887). Il prit part à la Guerre de Crimée, à la Défense de Sebastopol ;
- Avelan, Fiodor Karlovitch : (31 août 1839-17 novembre 1916) - Contre-amiral en 1891 - Amiral (1905) ;
- Avinov, Alexandre Pavlovitch : (18 mars 1786-13 août 1854) - Amiral (1852).

### B
- Bajenov, Roman Ivanovitch ;

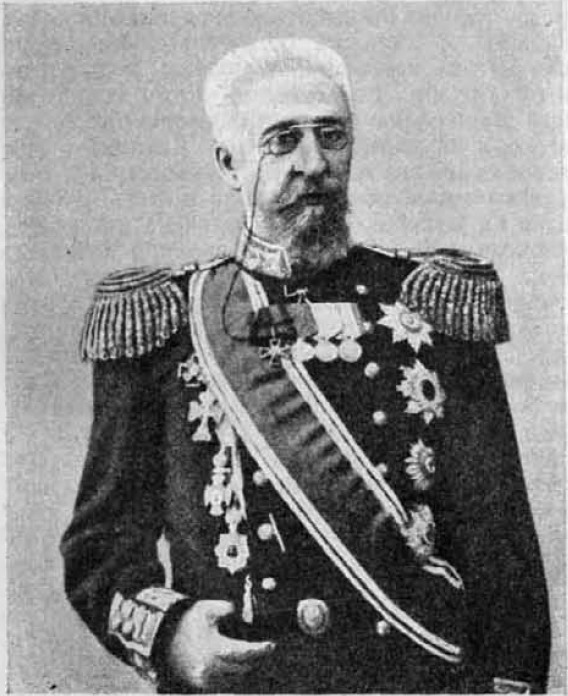
Piotr Alexeïevitch Bezobrazov

- Bakhirev, Mikhaïl Koronatovitch : (17 juin 1868-16 janvier 1920) - Contre-amiral (24 décembre 1914) - Vice-amiral (6 décembre 1916), assassiné par les Bolcheviques ;
- Balk, Zakhar Zakharovitch : (1796-27 avril 1870) - Contre-amiral (1869) - Amiral (1861). Pour sa participation dans la rédaction du code maritime en 1853, il reçut une tabatière sertie de diamants avec un portrait de l'empereur Nicolas Ier de Russie. En 1862, pour commémorer ses 50 ans de service au sein de la Marine impériale de Russie, il reçut une tabatière sertie de diamants avec un portrait du tsar Alexandre II de Russie.
- Baratynsky, Bogdan Andreïevitch : (juillet 1776-1837) - Contre-amiral (1798) - Vice-amiral (1799).
- Baratynsky, Ilya Andreïevitch : (juillet 1776-1837) - Contre-amiral (1811). Frère du précédent, entre 1795 et 1798, il servit bénévolement dans la Royal Navy ;
- Barch, Iakov Savvitich : (1692-1755) - Vice-amiral (5 septembre 1747) ;
- Barch, Ivan Iakovlevitch : (1728-1806) - Contre-amiral (1773) - Amiral (1790). Fils de l'amiral Iakov Savvitch Barch ;
- Baskakov, Ivan Abrosimovitch : (?-1802) - Amiral (1799). Perdu en mer ;
- Bassarguine, Grigori Gavrilovitch : (1790-6 août 1853) - Contre-amiral (1844) - Vice-amiral (1852). Cartographe, gouverneur d'Astrakhan (1849-1854), il prit part à la guerre russo-turque de 1806-1812 ;
- Bassarguine, Vladimir Grigorievitch : (17 juin 1838-16 avril 1893) - Contre-amiral (1886) - Vice-amiral (1892) ;
- Behrens, Evgeni Andreïevitch : (11 novembre 1876-7 mars 1928) - d'avril 1919 à février 1920 il fut commandant des forces navales de la fédération de Russie (RSFSR), membre du Conseil militaire suprême. En 1920, au sein de la délégation soviétique, en qualité d'expert naval il prit part aux conférences de Gênes, de Lausanne, de Riga ;
- Behrens, Mikhaïl Andreïevitch : (16 janvier 1879-20 janvier 1843) - Contre-amiral. Il prit part à la Guerre russo-japonaise de 1904-1905, à la Première Guerre mondiale, il rejoignit la flotte de l'Armée Blanche de Piotr Nikolaïevitch Wrangel, frère du précédent ;
- Beklemichev, Ivan Nikolaïevitch :
- Belkine, Mikhaïl Fedorovitch :
- Belli, Grigory Grigorievitch :
- Bellingshausen, Faddeï Faddeevitch : (20 septembre 1778-25 janvier 1852) - Contre-amiral (1821) - Amiral (1839). De 1819 à 1821 avec deux sloops, le Vostok et le Mirny placés sous le commandement de l'amiral Mikhaïl Petrovitch Lazarev il accomplit un tour du monde ;
- Berkh, Morits Borissovitch : (1776-1860) - Amiral (1852) - Membre du Conseil de l'Amirauté, commandant de la flotte de la mer Noire ;
- Bezobrazov, Piotr Alexeïevitch : (29 janvier 1845-17 juillet 1906) - Contre-amiral (1897) - Vice-amiral (1er janvier 1904). Il prit part à la guerre russo-japonaise de 1904-1905 ;
- Birilev, Alexeï Alexeïevitch : (16 mars 1844-1915) - Contre-amiral (1894) - Amiral (11 janvier 1907). Gouverneur de Kronstadt, ministre de la Marine impériale de Russie (1905-1907), membre du Conseil d'État ;
- Birilev, Nikolaï Alexeïevitch : (1829-1882) - Amiral. Il prit part à la bataille de Sinope, héros du siège de Sébastopol ;
- Bogdanovitch, Luka Fiodorovitch : (1795-1865) - Amiral. Il prit part à la bataille de Navarin ;
- Boss, Fiodor Emilievitch :
- Bostrem, Ivan Fiodorovitch : (1857-2 janvier 1934) - Contre-amiral (19 août 1906) - Vice-amiral (1909), il prit une part active dans la restauration des navires de la flotte de l'Armée Blanche de Piotr Nikolaïevitch Wrangel ;
- Botsis, Ivan Fedosseïevitch : (?-18 mai 1714) - Amiral. Il fut l'un des fondateurs de la Marine impériale de Russie ;
- Boubnov, Alexandre Dmitrievitch : (1883-2 février 1963) - Amiral. Lors de la guerre russo-japonaise de 1904-1905 il prit part à la bataille de Tsushima les 27 mai et 28 mai 1905, à la Première Guerre mondiale ;
- Bouratchek, Evgeny Stepanovitch ;
- Bourlïev, Sergueï Ivanovitch ;
- Boutakov, Alexandre Grigorievitch : (25 juin 1861-1er mars 1917) - Amiral, il fut assassiné au cours de la Révolution de Février de 1917 ;
- Boutakov, Alexeï Ivanovitch : (19 février 1816-28 juin 1869) - Contre-amiral (15 octobre 1867). Il fut l'un des premiers à étudier la mer d'Aral (1848), il fut le fils du vice-amiral Ivan Nikolaïevitch Boutakov ;
- Boutakov, Grigory Ivanovitch : (9 octobre 1820-12 juin 1882) - Contre-amiral (août 1856) - Vice-amiral (28 octobre 1866). Célèbre pour ses exploits en Crète et dans le détroit des Dardanelles, il prit également part à la défense de Sébastopol, frère du précédent ;
- Boutakov, Ivan Ivanovitch : Auteur de deux tours du monde sur la frégate Pallada, ses voyages furent décrits par l'écrivain Ivan Alexandrovitch Gontcharov. Frère du d’Alexeï Ivanovitch Boutakov et de Grigory Ivanovitch Boutakov (1820-1882).
- Boyle, Roman Platonovitch : (1794-1854) - Vice-amiral. Il prit part au blocus des côtes des Pays-Bas (1819-1822), à une expédition dans l'océan Arctique (1853-1854) ;
- Bredal, Piotr Petrovitch : (1683-1756) - Vice-amiral (23 février 1737) ;
- Breyer, Karl Evstafievitch ;
- Broussilov, Lev Alexeïevitch : (27 février 1857-22 juillet 1909) - Contre-amiral (1907) - Vice-amiral (1909). Frère cadet du général de cavalerie Alexeï Alexeïevitch Broussilov.

### C

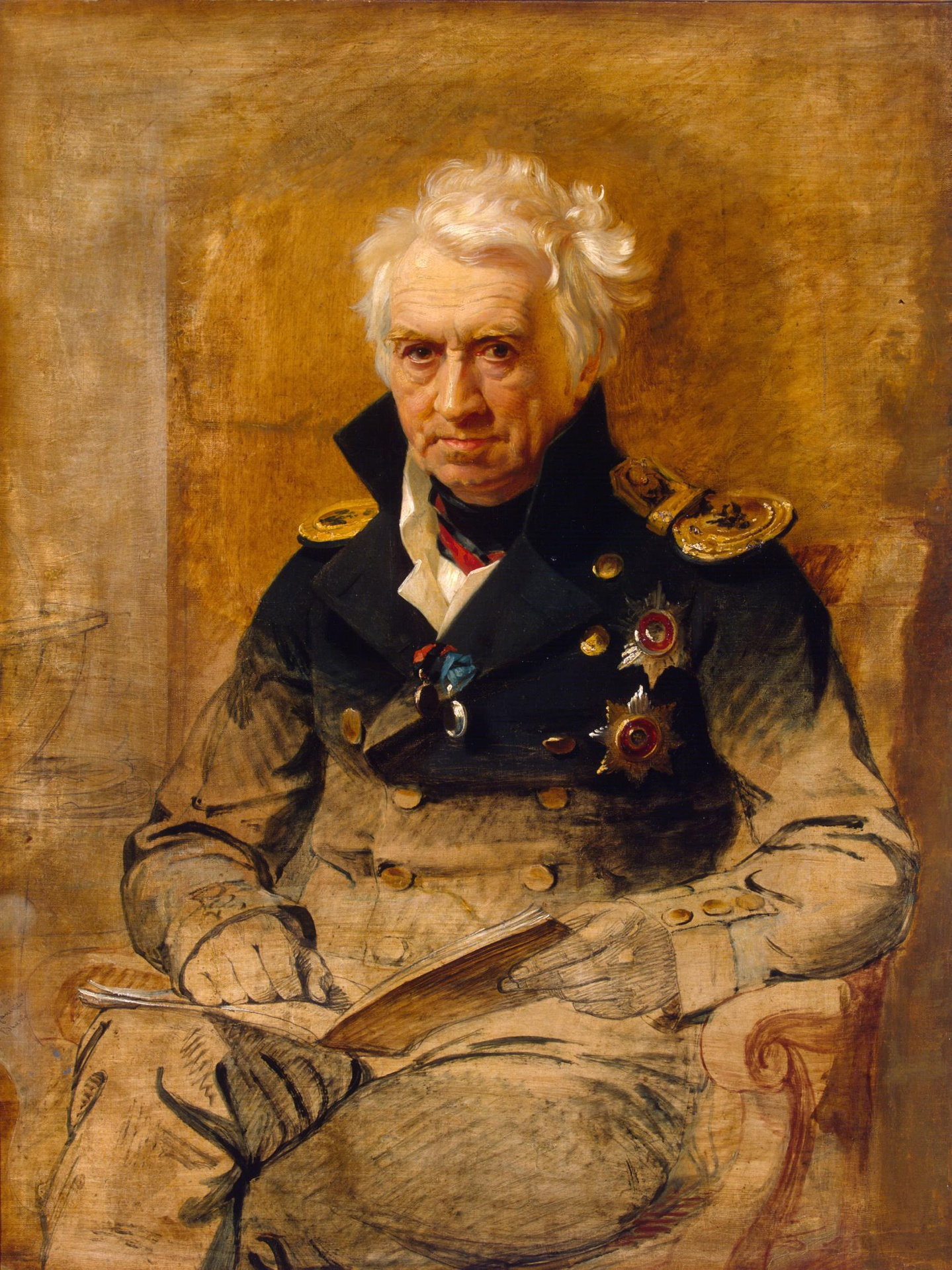
Amiral Alexandre Semionovitch Chichkov

- Chelting, Alexeï Elizarovitch : contre-amiral ;
- Chelting, Vladimir Vladimirovitch : contre-amiral ;
- Chestakov, Ivan Alexeïevitch : (3 décembre 1888) - 13 avril 1820) - Contre-amiral (21 avril 1863) - Amiral (1888) ;
- Chichkov, Alexandre Semionovitch : (20 mars 1754-21 avril 1841) - Il participa à la Guerre russo-suédoise de 1790, il prit également part à la Guerre patriotique (1812), avec Alexandre Ier de Russie, il prit Vilnius. Il fut un écrivain et un homme d'État ;
- Chichmarev, Gleb Semionovitch : (1781-1835) - Contre-amiral (1829). De 1815 à 1819, au cours d'une expédition sur la côte ouest de l’Amérique, il trouva un passage par le détroit de Béring vers l’océan Atlantique, de ce fait il prit part à des études de géodésie en Océanie. Puis découvrit une baie située sur la côte de la péninsule de Tchoukotka, cette baie porta le nom du contre-amiral Chismarev, l'expédition continua son voyage, elle longea la côte Ouest de l'Amérique du Nord jusqu'à San Francisco puis mit le cap sur Hawaï, il étudia les îles insulaires du Pacifique. Quelque temps plus tard, il se lança dans un tour du monde (1819-1822), il passa à deux reprises le détroit de Béring, au cours de ce voyage il fit le descriptif de l'île de Saint-Laurent (située dans le détroit de Béring). De retour vers Kronstadt par Hawaï et le cap Horn ;
- Chikhmanov, Iakov Ananievitch : (1796-1877) - Amiral (1877). Participation à la Guerre de Crimée ;
- Chkot, Pavel Iakovlevitch : vice-amiral ;
- Chtchensnovitch, Edward Nikolaïevitch : Vice-amiral ;
- Chtchoulepnikov, Alexandre Vassilievitch : amiral ;
- Crown, Alexandre Egorovitch : Contre-amiral ;
- Crown, Foma Egorovitch : Vice-amiral ;
- Crown, Roman Vassilievitch : Amiral ;
- Cruys, Cornélius Ivanovitch : (14 juin 1655-14 juin 1727) - Amiral (27 septembre 1721). En service dans la Marine des Pays-Bas, il prit part à la Deuxième guerre anglo-néerlandaise (1665-1667), corsaire pour les Pays-Bas, le 9 avril 1698, il entra au service de la Russie impériale ;
- Cruz, Alexandre Ivanovitch : (1737-1799) - Contre-amiral (1er janvier 1779) - Amiral (6 juillet 1790). Il prit part à la Guerre russo-turque de (1768-1774).

### D

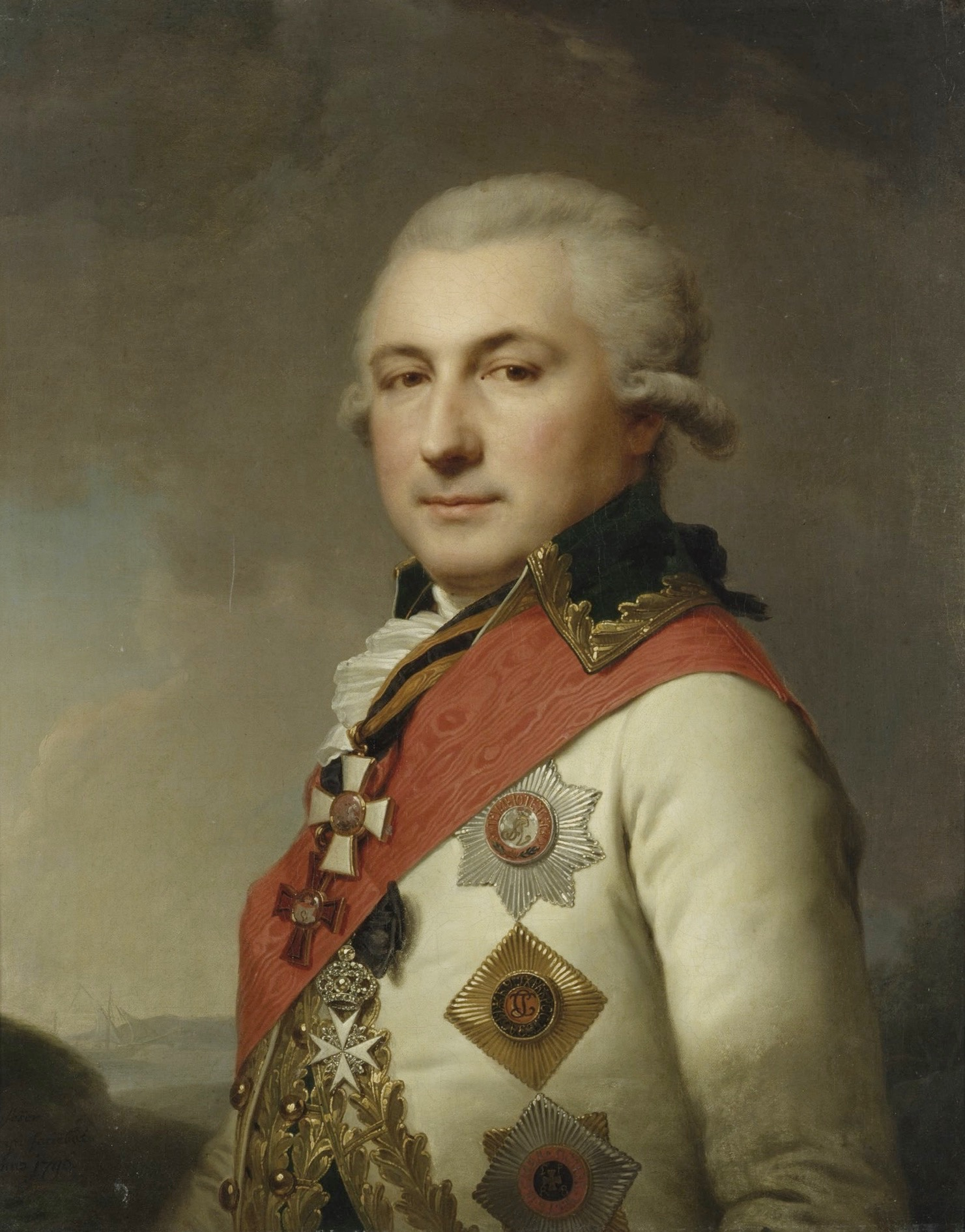
Osip Mikhaïlovitch de Ribas

- Danilevsky, Alexandre Alexandrovitch ;
- Davydov, Alexandre Alexandrovitch ;
- Davydov, Alexeï Kouzmitch ;
- De Ribas, Osip Mikhaïlovitch : (6 juin 1749-14 décembre 1800) - Amiral. D'origine espagnole, il prit part aux Guerres russo-turques de 1768-1774 - 1787-1791, il participa également à la construction de la ville d'Odessa (1749-1797) ;
- Dikov, Ivan Mikhaïlovitch : (1833-1914) - Amiral en 1907 - Ministre de la Marine de 1907 à 1909 ;
- Dmitriev-Marmonov, Vassili Afanassevitch ;
- Dobrotvir, Leonid Feodorovitch : (13 avril 1856-21 octobre 1915) - Amiral (14 juillet 1907), il prit part à la bataille de Tsushima les 27 mai et 28 mai 1905 ;
- Domojirov, Alexandre Mikhaïlovitch ;
- Doubassov, Fiodor Vassilievitch ;
- Doudorov, Boris Petrovitch ;
- Dourassov, Alexandre Alexeïevitch : (1779- 6 septembre 1848) - Contre-amiral (1832) - Vice-amiral (6 décembre 1840), membre du Conseil de l’Amirauté ;
- Duhamel, Mikhaïl Iossifovitch (1812—1896).

### E
- Eberhardt, Andreï Augustovitch : (1856-1919) Amiral. Il prit part à la Guerre russo-japonaise de 1904-1905, à la Première Guerre mondiale ;
- Elmanov, Andreï Vlassievitch ;
- Enkvist, Oskar Adolfovitch (28 octobre 1849-3 mars 1912) - Contre-amiral (6 décembre 1901) - Vice-amiral. Il prit part à la Guerre russo-japonaise de 1904-1905 ;
- Epantchine, Alexeï Pavlovitch : (1823-1913) - Amiral (1909) ;
- Epantchine, Ivan Petrovitch : (1788-1875) - Amiral (1856). Il prit part à la bataille de Navarin, à la Guerre russo-turque de 1828-1829, à la Guerre de Crimée, gouverneur de Revel ;
- Essen, Nikolaï Ottovitch : (11 décembre 1860-7 mai 1915) - Amiral (14 avril 1913) ;
- Etoline, Adolf Karlovitch : (9 janvier 1799-29 mars 1876) - Contre-amiral (1847) - Explorateur et administrateur de la Compagnie russe d'Amérique, gouverneur de l'Amérique russe (25 mai 1840-9 juillet 1845).

### F

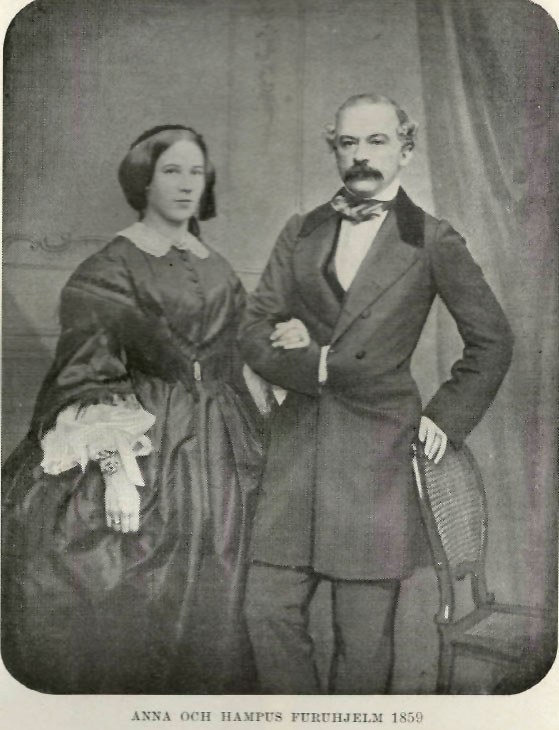
Johan Hampus et Anna Furuhjelm

- Fersen, Vassili Nikolaïevitch : (14 mai 1858-6 mai 1937) - Contre-amiral (1910) - Vice-amiral (14 avril 1913). Au cours de la Guerre russo-japonaise, il prit part à la bataille de Tsushima les 27 mai et 28 mai 1905, à la Première Guerre mondiale, officier de la Marine impériale de Russie exilé ;
- Fessoun, Nikolaï Alexeïevitch : Contre-amiral ;
- Fiodorov, Nikolaï Stepanovitch ;
- Freïgang, Andreï Vassilievitch : Vice-amiral ;
- Furuhjelm, Johann Hampus : (11 mars 1821-21 septembre 1909) - Contre-amiral (1872) - Vice-amiral (1874). Gouverneur de l'Alaska russe, gouverneur militaire de Primorsky Kraï (1865-1870), gouverneur de Taganrog (1874-1876).

### G
- Galanine, Valérian Ivanovitch ;
- Geïden, Alexandre Fiodorovitch ;

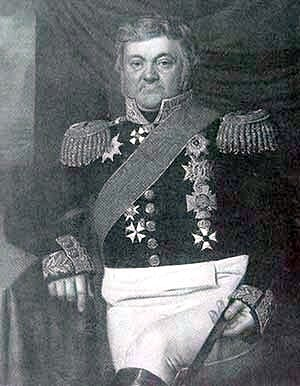
Login Petrovitch Geïden

- Geïden, Logginov Logginovitch (1806-1901) ;
- Geiden, Login Petrovitch (Lodewijk van Heiden) : (6 septembre 1773-17 octobre 1850) - Contre-amiral (27 août 1817) - Amiral (6 décembre 1933). D'origine néerlandaise, officier dans la Marine des Pays-Bas avant 1795. Il prit part à la bataille de Navarin, père du précédent ;
- Gerassimov, Alexandre Mikhaïlovitch ;
- Gerken, Fiodor Alexeïevitch ;
- Gessen, Fiodor Egorovitch ;
- Giltebrandt, Iakov Apollonovitch : (1842-1915) - Amiral (1909). Membre du Conseil de l'Amirauté ;
- Girs, Vladimir Konstantinovitch : (9 juin 1861-31 août 1918) - Vice-amiral. Au cours de la Terreur rouge (1918-1922), il fut assassiné par les Bolcheviques ;
- Glasenapp, Bogdan Alexandrovitch : (1811-1892) - Vice-amiral - Adjudant-général. Gouverneur militaire de Nikolaïev ;
- Golenitchev-Koutouzov, Ivan Logginovitch ;
- Golenkine, Gavriil Kouzmitch ;
- Golitsyne, Boris Vassilievitch ;
- Golitsyne, Mikhaïl Mikhaïlovitch : (11 novembre 1684-5 juin 1764) - Amiral (1746). Gouverneur d'Astrakhan ;
- Golovine, Alexandre Ivanovitch ;
- Golovine, Fiodor Alexeïevitch : (1650-10 août 1706) - Amiral général (21 avril 1699). Au cours de son mandat de gouverneur de Sibérie, il fonda la ville de Nertchinsk ;
- Golovine, Ivan Mikhaïlovitch ;
- Golovine, Nikolaï Fiodorovitch ;
- Golovine, Vassili Mikhaïlovitch : (19 avril 1776-11 juillet 1831) - Vice-amiral. Navigateur et explorateur ;
- Gordon, Patrick : (1635-1699) - Contre-amiral. D'origine écossaise, il prit part à la guerre de Crimée de 1687-1689 ;
- Gordon, Thomas : Amiral. Neveu du précédent ;
- Gorkovenko, Alexeï Stepanovitch ;
- Gorkovenko, Mark Fillipovitch ;
- Graf, Harald Karlovitch ;
- Greig, Alexeï Samuilovitch : (6 septembre 1775-18 janvier 1845) - Vice-amiral (1813) - Amiral (1828). Il prit part à la Guerre russo-française de 1798-1800, guerre russo-turque de 1806-1812, gouverneur militaire de Sébastopol et Mykolaïv ;
- Greig, Samuel Karlovitch : (30 novembre 1736-15 octobre 1788) - Amiral. D'origine écossaise, il prit part à la Guerre russo-turque de 1768-1774, à la Guerre russo-suédoise de 1788-1790 où il remporta la bataille de Hogland le 17 juillet 1788, père du précédent ;
- Grigorov, Nikolaï Mitrofanovitch ;
- Grigorovitch, Ivan Konstantinovitch : (26 janvier 1853-3 mars 1930) - Contre-amiral (28 mars 1904) - Amiral (1911). Au cours du siège de Port-Arthur, il reçut le commandement de cette ville, ministre de la Marine impériale de Russie (1911), exilé en 1924.

### H
- Hall, Roman Romanovitch ;

### I

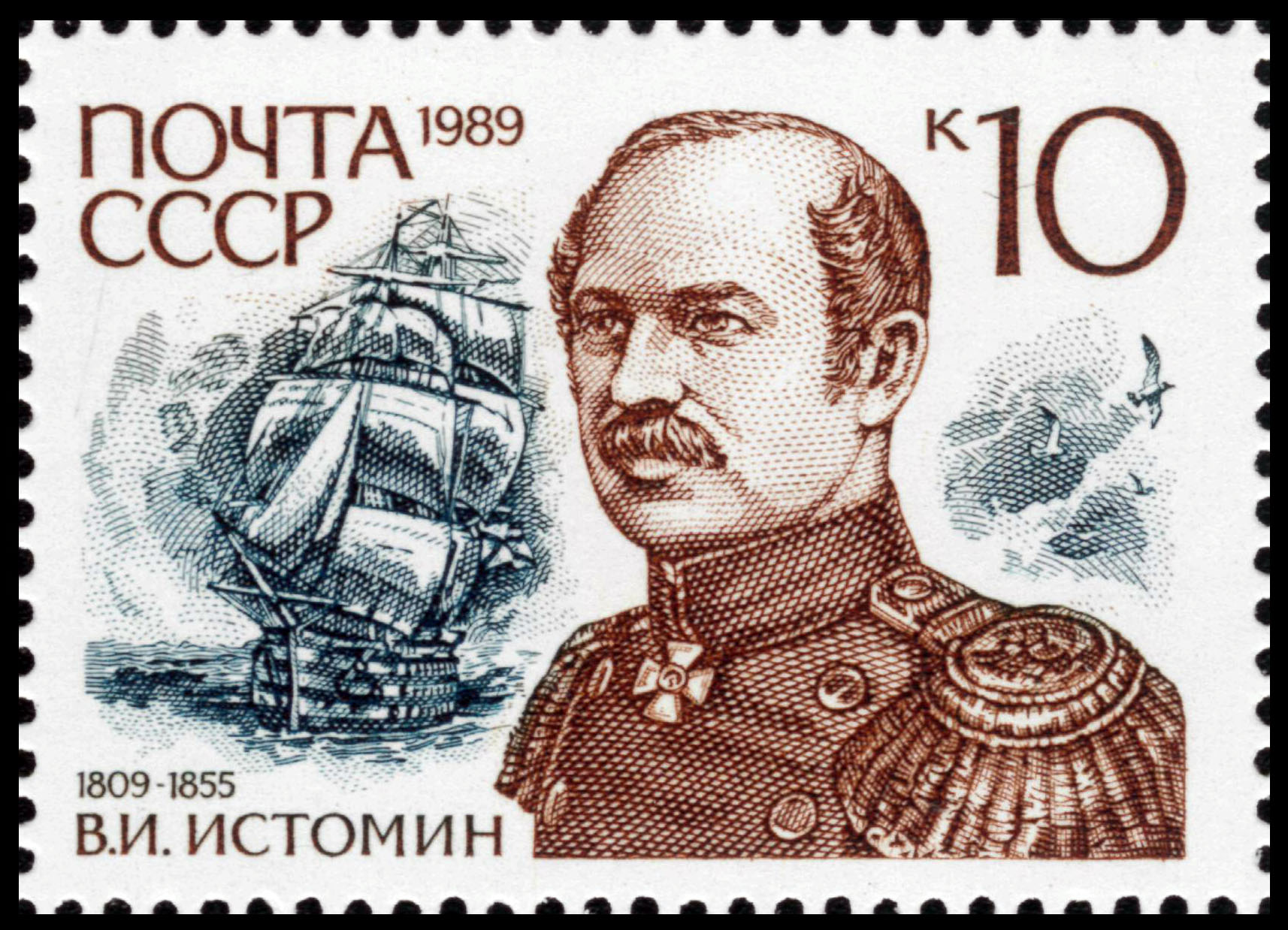
Vladimir Ivanovitch Istomine.

- Istomine, Konstantin Ivanovitch : (1807-1876) - Contre-amiral (18 avril 1853) - Amiral. Il prit part à la bataille de Navarin, gouverneur du port militaire d'Arkhangelsk, membre du Conseil de l'Amirauté, frère du précédent.
- Istomine, Vladimir Ivanovitch (1811-1855) - Amiral. Héros de la défense de Sebastopol.

### J
- Jandr, Alexeï Pavlovitch ;
- Jeltoukhine, Fiodor Nikolaïevitch ;
- Jerve, Piotr Lioubimovitch : (1829-1907) - Contre-amiral (1888). Au cours de la Guerre de Crimée, il fut blessé au bras, il se montra héroïque au cours des bombardements des 5 octobre et 6 octobre 1854 ;
- Jessen, Karl Petrovitch : (1852-1918) - Contre-amiral (1er janvier 1904) - Vice-amiral (1908). Au cours de la Guerre russo-japonaise, il prit part à la bataille d'Ulsan le 14 août 1904.

### K

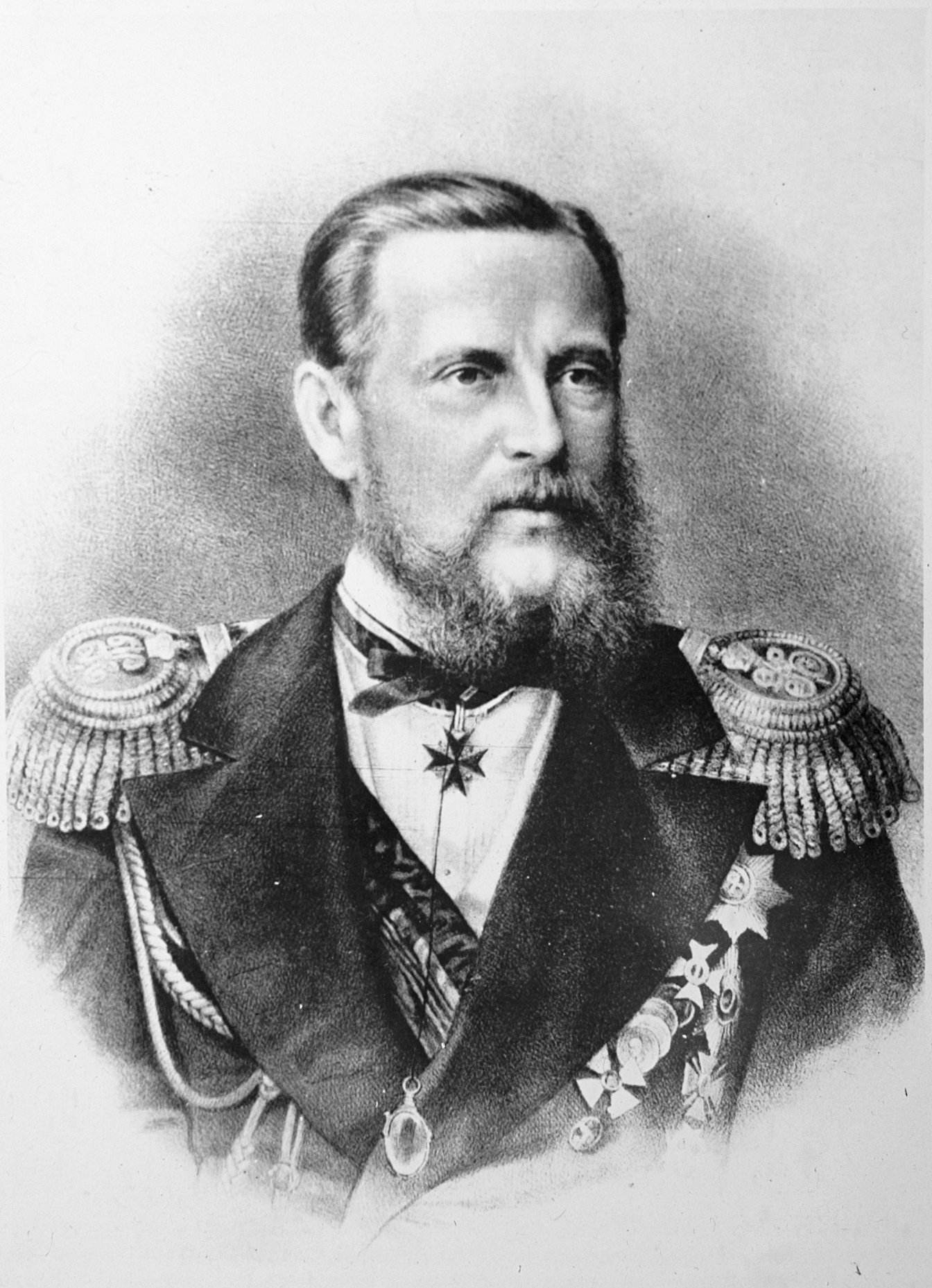
Grand-duc Konstantin Nikolaïevitch de Russie

- Kalmykov, Denis Spiridonovitch : (?-1764) - Contre-amiral ;
- Kandler, Thomas Vassilievitch - Vice-amiral ;
- Kanine, Vassili Alexandrovitch : (11 juin 1862-17 juin 1927) - Amiral. Il prit part à la répression de la révolte des Boxers en 1900-1901, membre du Conseil d'État, exilé en France en 1919 ;
- Kapnist, Alexeï Pavlovitch - Contre-amiral ;
- Kartsov, Piotr Kondratievitch : (1750-1830) - Contre-amiral (18 novembre 1796) - Amiral (5 février 1819). Il prit part à la bataille de Tchesmé, membre du Conseil d'État ;
- Kartsov, Viktor Andreïevitch - Vice-amiral ;
- Kaskov, Mitrofan Ivanovitch : - Contre-amiral ;
- Katchalov, Piotr Fiodorovitch : - Amiral ;
- Kazakevitch, Piotr Vasilievitch - Amiral ;
- Kazine, Nikolaï Glebovitch Amiral ;
- Kaznakov, Nikolaï Ivanovitch : (5 novembre 1834-1906) - Amiral. Il prit part à la Guerre russo-turque de 1878-1879, membre du Conseil de l'Amirauté ;
- Kennedy, James : (?-environ 1760) - Vice-amiral. D'origine britannique ;
- Kerber, Ludwig Berngardovitch : (19 avril 1863-1919) - Vice-amiral. En 1916, il changea son nom en Louis Fiodorovitch Korvin, il est le fils du professeur de médecine Berngard Kerber, et le père de Leonid Ludvovitch Kerber, le père des systèmes de communications à bord du bombardier Tupolev TB-3. Il prit part à la Guerre russo-japonaise de 1904-1905, à la Première Guerre mondiale, exilé en 1918 ;
- Kern, Fiodor Sergueïevitch : (4 décembre 1817-24 décembre 1890) - Contre-amiral (1869) - Amiral (1890). Le 30 septembre 1853, il prit part à la bataille de Sinope, commandant de la quatrième ligne de défense de la tour Malakoff, il fut grièvement blessé à la tête. Il siégea au Conseil de l'Amirauté ;
- Ketlinsky, Kazimir Filippovitch : - Contre-amiral ;
- Khanykov, Piotr Ivanovitch : Amiral ;
- Khmetevsky, Stepan Petrovitch : Contre-amiral ;
- Khrouchtchev, Stepan Petrovitch : (1791-1865) - Contre-amiral (1834) - Amiral (1855). Au cours des Guerres napoléoniennes, il navigua en mer Adriatique, au large des côtes de France, d'Angleterre et de Hollande, lors de la Guerre d'indépendance grecque, il se distingua à la bataille de Navarin (20 octobre 1827), pendant la Guerre de Crimée, il fut chargé de la défense des côtes de la mer Blanche, gouverneur militaire du port de Sébastopol (1849), gouverneur militaire du port d'Arkhangelsk (1854), membre du Conseil de l'Amirauté ;
- Kinsbergen, Johann Heinrich : - Amiral ;
- Kirill Vladimirovitch de Russie : (13 octobre 1876-12 octobre 1938) - Contre-amiral. À bord du Petropavlovsk, il prit part à la guerre russo-japonaise de 1904-1905, le 31 mars 1904, le Petropavlovsk heurta une mine, au cours de l'explosion il fut gravement blessé. Cousin de Nicolas II de Russie, exilé en 1917, en 1918, il se déclara empereur de toutes les Russies ;
- Kislinsky, Piotr Ivanovitch : Amiral ;
- Klioupfel, Evgeny Viatcheslavovitch : Contre-amiral ;
- Klochkovska, Viatcheslav Evgenievitch : Contre-amiral ;
- Klokatchev, Alexeï Fedotovitch : Vice-amiral ;
- Klokatchev, Fedot Alexeïevitch : (1739-1783) - Contre-amiral (1776) - Vice-amiral (28 juin 1782). Il prit part à la guerre de Sept Ans et la guerre russo-turque de 1768-1774, père du précédent ;
- Knyazev, Mikhaïl Valerianovitch : Vice-amiral ;
- Kologeras, Leonid Konstantinovitch : Contre-amiral ;
- Kolomeïtsev, Nikolaï Nikolaïevitch : (16 juillet 1867-6 octobre 1944) - Contre-amiral (6 décembre 1913) - Vice-amiral (6 octobre 1917). Il prit part à la bataille de Tsushima, à la Première Guerre mondiale, arrêté puis libéré par les Bolcheviks, il quitta la Russie en 1918 ;
- Koltchak, Alexandre Vassilievitch : (16 novembre 1874-7 février 1920) - Amiral. Il prit part à la guerre russo-japonaise de 1904-1905, à la Première Guerre mondiale, la guerre civile russe. Il fut l'un des chefs de l'Armée Blanche, il fut assassiné par les Bolcheviks ;
- Koltovsky, Egor Ivanovitch : Amiral ;
- Kolzakov, Pavel Andreïevitch : Amiral ;
- Konarjevsky, Stanislas Adamovitch : Contre-amiral ;
- Kononov, Anatoly Alexeïevitch : Vice-amiral ;
- Konstantin Nikolaïevitch de Russie : (9 septembre 1827-13 janvier 1892) - Général amiral (1831). Grand-duc de Russie, il prit part à la Campagne hongroise (1848), à la Guerre de Crimée ;
- Kopitov, Nikolaï Vassilievitch : Vice-amiral ;
- Kornilov, Vladimir Alexeïevitch : (13 février 1806-17 octobre 1854) - Contre-amiral (1849) - Adjudant-général (1862). Au cours de la Guerre de Crimée il prit part à la défense de Sébastopol ;
- Kouchelev, Grigory Grigorievitch : (1754-14 novembre 1833) - Amiral (1798) ;
- Koultchitsky, Lev Iakovlevitch : (4 mars 1813-7 décembre 1873) - Amiral. Gouverneur de Taganrog (1868-1873) ;
- Koumani, Nikolaï Petrovitch : (1730-1809) - Contre-amiral. Il prit part à la Guerre russo-turque de 1768-1764), Guerre russo-turque de 1787-1792) ;
- Koupreïanov, Iakov Ivanovitch : Amiral ;
- Koupriïanov Ivan Antonovitch : Vice-amiral ;
- koupriïanov Pavel Ivanovitch : Contre-amiral ;
- Kouroch, Alexandre Parfenovitch : (30 mars 1862-août 1918) - Vice-amiral (30 juillet 1916). Il prit part à la Première Guerre mondiale, arrêté, il disparut et fut probablement assassiné par les Bolcheviques ;
- Kozlianinov, Timofeï Gavriilovitch : (?-1798) - Vice-amiral. Il prit part à la bataille de Tchesmé, à la bataille de Gotland ;
- Krabbe, Nikolaï Karlovitch : (19 septembre 1814-3 janvier 1876) - Amiral. Ministre de la Marine impériale de Russie ;
- Kræmer, Oskar Karlovitch : (1829-1910) - Contre-amiral (1er janvier 1875) - Vice-amiral (1886). Il fut l'un des défenseurs de Sébastopol, il prit part à de nombreuses expéditions notamment dans le Pacifique et l'Atlantique ;
- Kritski, Nikolaï Dmitrievitch : Contre-amiral ;
- Krüger, Grigory Alexandrovitch : Vice-amiral ;
- Krusenstern, Ivan Fedorovitch : (6 novembre 1770-12 août 1846) - Amiral. Navigateur issu de la noblesse allemande, avec le Nadejda et le Neva il accomplit le premier tour du monde de l'histoire navale russe (1803-1806), il prit également part à la Guerre russo-suédoise de 1789-1790 ;
- Krusenstern,Pavel Ivanovitch : Vice-amiral.

### L

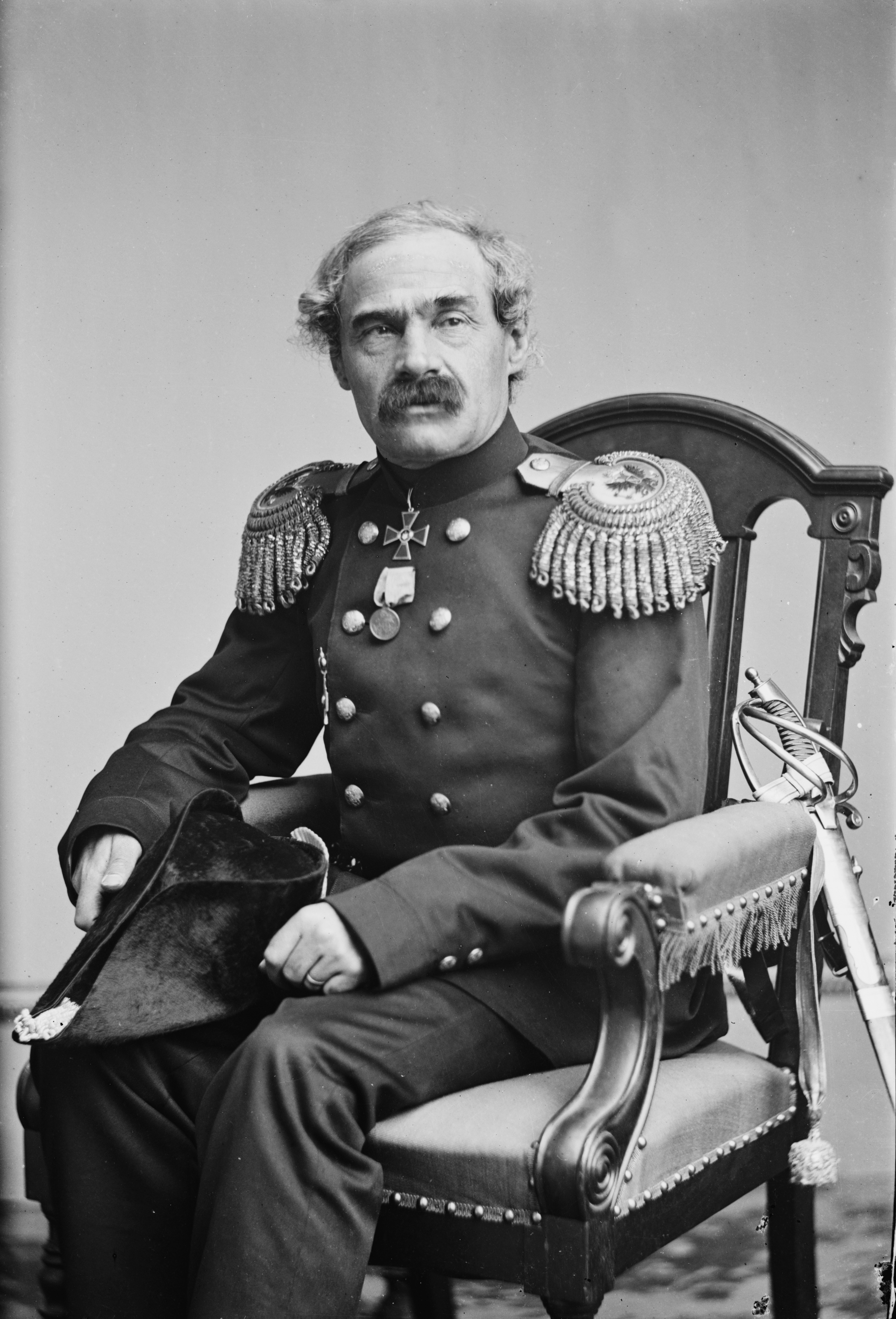
Amiral Stepan Stepanovitch Lesovsky

- Laptev, Dmitry Iakovlevitch : (1701-1771) - Contre-amiral (1757) - Vice-amiral (30 janvier 1752). Explorateur du Pôle Nord ;
- Larionov, Prokhor Ivanovitch : (?-1802) - Contre-amiral (6 juillet 1790) - Vice-amiral (23 septembre 1797). Il prit part à la Guerre de Sept Ans, au cours de la Guerre russo-turque de 1768-1774, il participa à la bataille de Tchesmé, il participa à la Guerre russo-suédoise de 1788-1790 ;
- Larionov, Vassili Ivanovitch : (vers 1699-avant 1777) - Vice-amiral ;
- Lavrov, Mikhaïl Andreïevitch : (1799-1882) - Amiral. Au cours d'une expédition en Méditerranée et dans l'Atlantique il prit part à une bataille contre des pirates, son navire coula ;
- Lazarev, Alexeï Petrovitch : (1791-?) - Contre-amiral (1827) - Amiral (1843). Navigateur, il fut l'un des pionniers de l'Antarctique. Il entreprit un tour du monde (1819-1823), retrouvée, la description de ce voyage fut publiée seulement à l'époque soviétique en 1950, il prit part à la bataille de Navarin, il fut l'un des héros de la Guerre de Crimée ;
- Lazarev, Mikhaïl Petrovitch : (1787-11 septembre 1849) - Contre-amiral (1832) - Amiral (1842), frère du précédent ;
- Le Fort, François : 2 janvier 1656-2 mars 1699 - Contre-amiral (1696) - Amiral. Avec Pierre Ier de Russie, il fut probablement l'instigateur de la Grande Ambassade (1697-1698), il prit également part aux Campagnes d'Azov (1695-1696), il fut l'un des proches du tsar Pierre le Grand ;
- Lemontov, Mikhaïl Nikolaïevitch : Amiral ;
- Leskov, Piotr Nikolaïevitch : Contre-amiral ;
- Lesovsky, Stepan Stepanovitch : (1817-1884) - Contre-amiral (1862) - Vice-amiral (1871) - Surnom : Oncle Stepan. Auteur d'un tour du monde (1853-1856), membre du Conseil d'État ;
- Levitsky, Pavel Pavlovitch : (3 octobre 1859-31 juillet 1938) - Vice-amiral (24 avril 1930). Il participa à la bataille de Tsushima les 27 mai et 28 mai 1905 ;
- Lieven, Alexandre Alexandrovitch : Vice-amiral ;
- Likhatchev, Ivan Fiodorovitch : Amiral ;
- Lilie, Vladimir Alexandrovitch : Vice-amiral ;
- Lima, Iouri Stepanovitch : Vice-amiral ;
- Lioubimov, Pavel Iakovlevitch : (24 septembre 1862-?) - Vice-amiral 6 décembre 1916) ;
- Lioubinsky, Vladimir Alexandrovitch : Contre-amiral ;
- Lissiansky, Platon Iourievitch : (1820-22 février 1900) - Amiral (1892). Il prit part à la Guerre de Crimée ;
- Litke, Fiodor Petrovitch : (28 septembre 1897-8 octobre 1882) - Amiral. Comte, navigateur, géographe et explorateur de l'Arctique. Il prit part à la Guerre patriotique de 1812, il entreprit un tour du monde (1817-1819), un voyage scientifique à la Nouvelle-Zemble, il décrivit les côtes de la mer Blanche, un second voyage dans le détroit de Béring (1826), il participa à la Guerre de Crimée, il fut membre du Conseil d'État, il fut le tuteur du grand-duc Constantin Nikolaïevitch de Russie ;
- Litke, Konstantin Fiodorovitch : (25 août 1837-17 septembre 1892) - Contre-amiral (24 avril 1888), fils du précédent ;
- Litvinov, Vladimir Ivanovitch : Amiral ;
- Livron, Karl Karlovitch ;
- Lochtchinsky, Mikhaïl Fiodorovitch : (5 novembre 1849-11 janvier 1917) - Contre-amiral (1903) - Vice-amiral (20 octobre 1908). Il prit part à la Guerre russo-turque (1877-1878), au cours de la Guerre russo-japonaise de 1904-1905 où il occupa les fonctions de commandant adjoint (section navale) de la forteresse ;
- Lomen, Nikolaï Nikolaïevitch : Vice-amiral ;
- Lopoukhine, Stepan Vassilievitch : Vice-amiral ;
- Louis, William Fomitch : Amiral ;
- Loukovsky, Feopempt Steapnovitch : Contre-amiral ;
- Loupandine, Efim Maksimovitch : Amiral ;
- Loutkovsky, Piotr Stepanovitch : Amiral .

### M

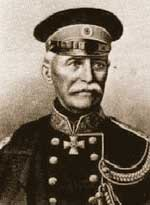
Aleksandr Sergueïevitch Menchikov

- Mac Kenzie, Foma Fomatitch : Contre-amiral ;
- Mac Kenzie, Foma Kalinovitch : Contre-amiral ;
- Makarov, Mikhaïl Kondratievitch : (1735-19 septembre 1813) - Contre-amiral (9 février 1793) - Amiral (14 mars 1801).
- Makarov, Stepan Ossipovitch : (8 janvier 1849-13 avril 1904) - Contre-amiral (18 janvier 1890) - Vice-amiral (20 août 1896). Grande figure de l'Histoire de la Marine russe, explorateur, océanographe, il élabora l'alphabet cyrillique pour l'utilisation du sémaphore, héros de la Guerre russo-turque (1877-1878), il entreprit un tour du monde (1886-1889), il prit part à la Guerre russo-japonaise de 1904-1905), à la sortie de Port-Arthur, son cuirassé, le Petropavlovsk sauta sur une mine, il périt avec son navire ;
- Maksimov, Andreï Semionovitch : (22 juillet 1866-30 mars 1951) - Vice-amiral. Il participa à la Guerre russo-japonaise de 1904-1905 ;
- Maksoutov, Dimitri Pavlovitch : (10 mai 1832-21 mars 1889) - Contre-amiral (17 mai 1882), Au cours de la Guerre de Crimée il prit part à la bataille de Sinope, il fut le dernier gouverneur de l'Amérique russe (1864-1867) ;
- Maksoutov, Pavel Petrovitch : (25 avril 1825-8 mai 1825) - Contre-amiral (1876). Héros de la guerre de Crimée il s'y distingua lors de la bataille de Sinope le 30 novembre 1853, gouverneur de Taganrog (1876), frère du précédent ;
- Manganari, Mikhaïl Pavlovitch : (1804-1887) - Amiral (1876). Il participa à la Guerre russo-turque de 1828-1829, il fut réputé pour ses travaux d'hydrographie, frère de l'hydrographe Egor Pavlovitch Manganari ;
- Mankovsky, Nikolaï Stepanovitch : Amiral
- Manto, Ivan Matveevitch : Contre-amiral ;
- Matchakov, Grigory Iakovlevitch : Amiral ;
- Matiouchine, Fiodor Fiodorovitch : Amiral ;
- Mechtcherski, Stepan Mikhaïlovitch : Amiral ;
- Melikhov, Vassily Ivanovitch : Amiral ;
- Menchikov, Alexandre Danilovitch : (6 novembre 1673-12 novembre 1729) - Contre-amiral (1714) - Amiral (1726) - Maréchal général des forces navales et terrestres de la Russie impériale. Favori de Pierre Ier de Russie, il accompagna le tsar dans la Grande Ambassade (1697-1698). Il participa à la Grande guerre du Nord de 1700-1721, gouverneur de Saint-Pétersbourg, il supervisa la construction du port et de la ville de Kronstadt, il joua un grand rôle dans la bataille de Poltava le 8 juillet 1709 ;
- Menchikov, Alexandre Sergueïevitch : (1787-2 mai 1869) - Amiral. Prince de Russie. Il participa à la Guerre de Crimée, petit-fils du précédent ;
- Metline, Nikolaï Fiodorovitch : Amiral ;
- Miasoïedov, Nikolaï Efimovitch : Vice-amiral ;
- Miatlev, Vassili Alexeïevitch : (1694-1762 ou 1766) - Amiral (1757). De 1742 à 1757 pour cause de santé il prit sa retraite, en 1752, il reprit du service au grade de lieutenant-général. En conséquence, il est probable que le grade de contre-amiral et de vice-amiral ne lui fut pas attribué.
- Michoukov, Zakhar Danilovitch : Amiral ;
- Mikrioukov, Viktor Matveïevitch : Vice-amiral ;
- Minitsky, Mikhaïl Ivanovitch : Contre-amiral ;
- Minitsky, Stepan Ivanovitch : Vice-amiral ;
- Mitkov, Prokofiev petrovitch : Vice-amiral ;
- Mofet, Samuel Ivanovitch : Amiral ;
- Mojaïski, Alexandre Fiodorovitch : (21 mars 1825-1er avril 1890) - Contre-amiral (1886). Il entreprit une expédition de Kronstadt au Japon (1853-1855), prit part à la Guerre de Crimée, en Russie impériale, il fut le pionnier de l'aviation ;
- Mojaïski, Fiodor Timofeevitch : Amiral, père du précédent ;
- Moller, Anton Vassilievitch : (1764-1848) - Contre-amiral (7 janvier 1809) - Amiral (1829). Il prit part aux Guerres napoléoniennes et fut ministre de la Marine impériale de Russie de 1829 à 1836 ;
- Mordvinov, Nikolaï Semionovitch : (28 avril 1754-11 avril 1845) - Contre-amiral (1787) - Amiral. Il prit part à la Guerre russo-turque de 1787-1791, ministre de la Marine impériale de Russie (1802-1802) ;
- Mordvinov, Semyon Ivanovitch : (26 janvier 1701-mars 1777) - Contre-amiral (5 mai 1757) - Amiral (4 mai 1764). Il participa à la Guerre de Sept Ans (1756-1763), père du précédent ;
- Mourariev, Piotr Petrovitch : Amiral ;
- Mousin-Pouchkine, Alexeï Vassilievitch : Amiral.

### N

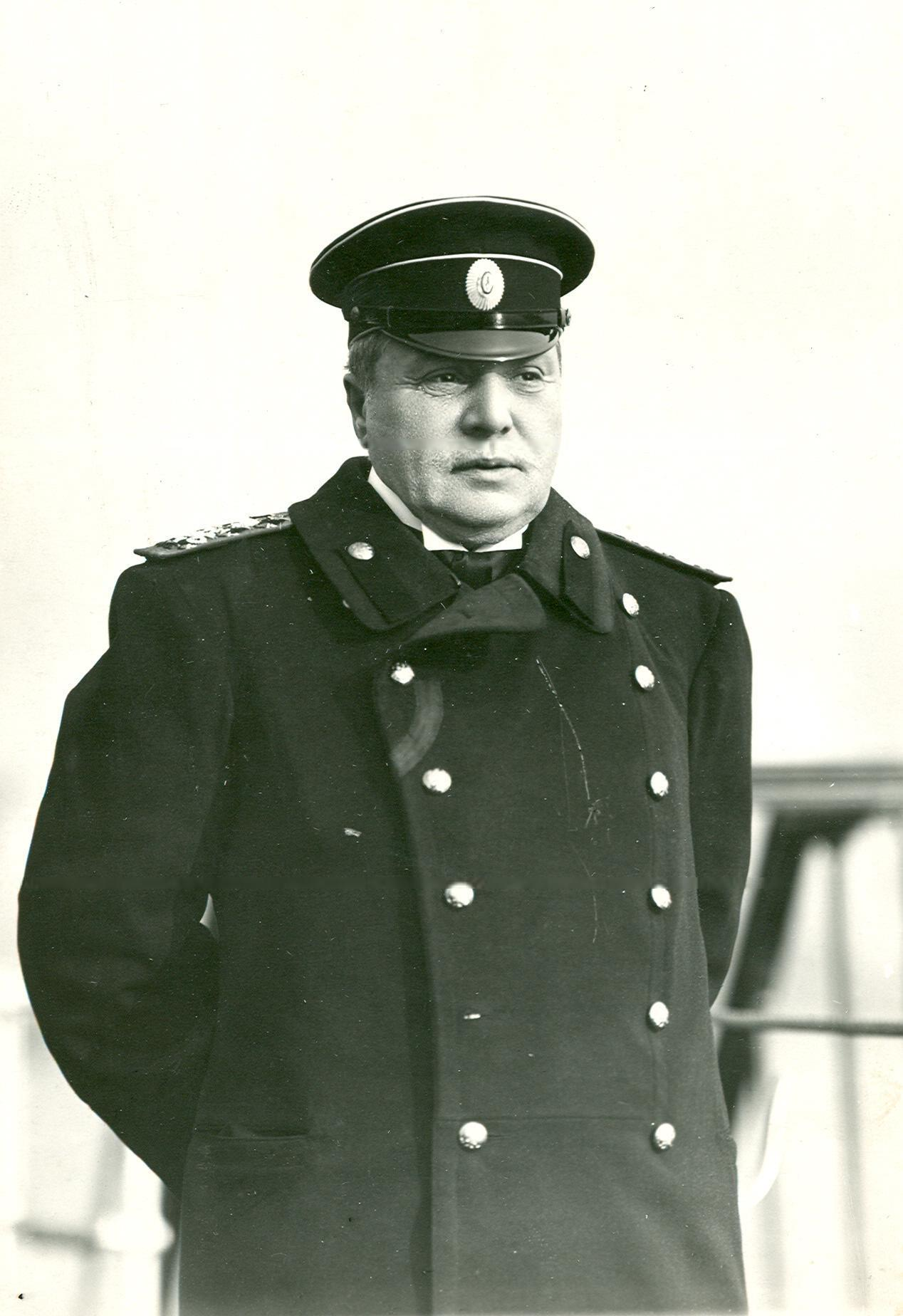
Konstantin Dmitrievitch Nilov

- Nagaïev, Alexeï Ivanovitch : (17 mars 1704-8 janvier 1781) - Amiral. Hydrographe et cartographe, il rédigea le premier atlas destiné aux navigateurs en mer Baltique (1752), il fut également l'auteur des premières cartes de la mer de Béring (1745) ;
- Nakhimov, Pavel Stepanovitch : (5 juillet 1802-12 juillet 1855) - Vice-amiral (1852). Célèbre amiral russe, il participa à la bataille de Navarin, à la Guerre russo-turque (1828-1829), à la Guerre de Crimée (bataille de Sinope), il fut mortellement blessé à la tour Malakoff ;
- Nakhimov, Sergueï Stepanovitch : Vice-amiral ;
- Narbout, Fiodor Fiodorovitch : Contre-amiral ;
- Nassau-Siegen, Karl Heinrich Otto : (1743-1808) - Contre-amiral (1786) - Amiral (1790). Il participa au circumnavigation de Louis Antoine de Bougainville (1766-1769), il servit dans l'armée française, puis dans l'armée espagnole, dans ses rangs il prit part au siège de Gibraltar (1782). Il entra au service de la Russie impériale en 1786, au sein de cette armée il prit part à la Guerre russo-suédoise (1788-1790) ;
- Nazimov, Konstantin Nikolaïevitch : Vice-amiral ;
- Nazimov, Nikolaï Nikolaïevitch : Vice-amiral ;
- Nazimov, Pavel Nikolaïevitch : (9 juillet 1829-24 décembre 1902) - Vice-amiral (1889). Navigateur il entreprit un tour du monde (1852-1853), il participa à la Guerre de Crimée, il accompagna le tsarevitch Nicolas Alexandrovitch de Russie dans son voyage en Extrême-Orient (1889-1891), fils du précédent, frère de Konstantin Nikolaïevitch Nazimov ;
- Nebogatov, Nikolaï Ivanovitch : (20 avril 1849-4 août 1922) - Contre-amiral (6 décembre 1901). Les 27 mai et 28 mai 1905, il participa à la bataille de Tsushima ;
- Nebolsine, Arkady Konstantinovitch : (14 octobre 1865-3 mars 1917) - Amiral (21 janvier 1915). 1886-1889, auteur d'un tour du monde à bord de la corvette Vityaz, en 1888, il fut impliqué dans les travaux hydrographiques dans la baie de Pierre le Grand, au cours de la Guerre russo-japonaise de 1904-1905, il participa à la bataille de Tsushima (27 mai et 28 mai 1905), il prit également part à la Première Guerre mondiale, il fut assassiné lors de la Révolution de Février 1917 ;
- Nebolsine, Evgeny Konstantinovitch : Vice-amiral ;
- Nenioukov, Dmitry Vsevolodovitch : (18 janvier 1869-1929) - Vice-amiral (6 décembre 1916). Au cours de la Guerre russo-japonaise de 1904-1905, il participa à la défense de Port-Arthur, il prit également part à la bataille de la mer Jaune le 10 août 1904, il participa à la Première Guerre mondiale, il fut l'un des organisateurs de l'évacuation des troupes de l'Armée Blanche de Crimée (2 novembre et 5 novembre 1920), il mourut en exil ;
- Nepenine, Adrian Ivanovitch : (21 octobre 1871-4 mars 1917) Vice-amiral (6 septembre 1916). Il fut engagé dans la répression menée contre les Boxers (1900-1901), Au cours de la défense de Port-Arthur, il fit preuve d'une grande bravoure. Il prit part à la Première Guerre mondiale, il fut l'un des fondateurs de l'aéro-navale russe (aviation navale). Il fut le dernier commandant de la flotte de la Baltique. Au cours du soulèvement des membres d'équipage, il fut assassiné d'une balle dans le dos par un marin ;
- Nevelskoï, Gennady Ivanovitch : (5 décembre 1813-29 avril 1876) - Amiral (1874). Explorateur en Extrême-Orient ;
- Nidermiller, Alexandre Georguievitch : vice-amiral ;
- Nikonov, Andreï Ivanovitch : (1811-1891) - Amiral (28 avril 1891). Au cours de la Guerre de Crimée, il prit part à la défense de Sébastopol ;
- Nikonov, Nikolaï Borissovitch : (6 juin 1797-11 mai 1880) - Amiral (octobre 1861). Il prit part à la Guerre russo-turque de 1828-1829 ;
- Nilov, Konstantin Dmitrievitch : (7 février 1856-1919) - Amiral. Un proche de Nicolas II de Russie, il accompagna le tsar dans tous ses voyages ;
- Nordman, Boris Davydovitch : amiral ;
- Nordman, Fiodor Davydovitch : amiral.
- Novikov, Modest Dmitrievitch : (1829-1893) - Contre-amiral (15 mai 1883) - Il participa à la guerre de Crimée, à la guerre russo-turque de 1877-1878 ;
- Novitsky, Pavel Ivanovitch : (?-15 décembre 1917) - Vice-amiral. Il fut assassiné par les Bolcheviks à la tour Malakoff à Sébastopol le 15 décembre 1917 ;
- Novosilsky, Fiodor Mikahaïlovitch : (1808-1892) - Amiral. Héros de la bataille de Sinope et de la défense de Sébastopol (1854-1855), membre du Conseil d'État.

### O

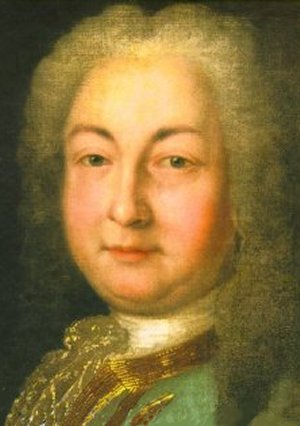
Johann Heinrich Friedrich Osterman

- Obezianinov, Nikolaï Petrovitch : (?-1886) - Vice-amiral (17 juin 1885). Au cours de sa carrière, il prit part à la Guerre de Crimée et à la conquête du Caucase ;
- O'Brien, Christopher : Vice-amiral ;
- Olgivi, Alexandre Alexandrovitch : Amiral ;
- Osterman, Andreï Ivanovitch : (1686-1747) - Général-amiral (1740), Né en Allemagne sous le nom de Johann Heinrich Friedrich Ostermann, conseiller de Pierre Ier de Russie, il réorganisa le Conseil des Affaires étrangères, sous le règne de Catherine Ire de Russie, il exerça les fonctions de vice-chancelier, il fut l'un des tuteurs de Pierre II de Russie, membre du Conseil privé suprême. À l'avènement de Élisabeth Ire de Russie il fut arrêté et accusé de conspiration contre l'impératrice ;
- Ouchakov, Fiodor Fiodorovitch : (24 février 1744-14 octobre 1817) - Amiral (1799). Le plus illustre commandant des forces navales de la Russie impériale du XVIIIe siècle. Au cours de sa brillante carrière, il participa à la Guerre russo-turque de 1768-1774), à la Guerre russo-turque de 1787-1792, il sortit victorieux de la bataille de Fidonisi (14 juillet 1788), la bataille du détroit de Kertch le 19 juillet 1790, la bataille de Tendra les 8 septembre et 9 septembre 1790, la bataille de Kaliakra le 11 août 1791. Il prit également part à la Campagne d'Italie et conquit seul la République hellénique des Sept-Îles. Il supervisa personnellement la construction de la base navale de Sébastopol et des docks de Kherson. Canonisé en 2000, l'Église orthodoxe russe le désigna comme le saint patron de la Marine russe, le patriarche Alexis II, le désigna comme saint patron des bombardiers nucléaires russes (2005).
- Ougrioumov, Alexeï Petrovitch : (6 janvier 1859-14 décembre 1937) - Vice-amiral (1er juin 1915). Au cours de la guerre russo-japonaise de 1904-1905, il servit dans la 1re escadre du Pacifique, puis fut nommé commandant du croiseur Russie, en 1905, il reçut le commandement du croiseur Gromoboï, en 1916, démis de ses fonctions il rejoignit la flotte de la l'Armée Blanche, exilé en France ;
- Oukhtomski, Leonid Alexeïevitch : vice-amiral ;
- Oukhtomski, Pavel Petrovitch (en) : (10 juin 1848-1910) - vice-amiral (1906) ;
- Ounkovski, Ivan Semionovitch : (29 mars 1822-11 août 1886) - Amiral. Navigateur, il entreprit un tour du monde, il étudia la mer du Japon et le golfe Pierre le Grand, gouverneur militaire et civile de Iaroslavl (1861-1877), sénateur ;
- Oussov, Mikhaïl Alexandrovitch : (1829-1904) - Contre-amiral (3 février 1886). À bord de l’Impératrice Maria, il prit part à la défaite des Turcs à la bataille de Sinope, lors de la défense de Sébastopol, il commanda la batterie du 3e bastion. Le 14 août 1855, blessé à la cuisse il fut évacué vers la côte nord de Sebastopol, il participa également à la campagne du Turkestan ;
- Ovsiankine, Piotr Leontievitch : Contre-amiral.

### P
- Panafidine, Ivan Pavlovitch : Amiral ;
- Panfilov, Alexandre Ivanovitch : (1808-1874) - Contre-amiral (1853) - Amiral (1er janvier 1866). Il prit part à la guerre de Crimée, au cours de la défense de Sébastopol il commandan la 3e ligne de défense, membre du Conseil de l'Amirauté ;
- Papakhristo, Grigory Argirovitch : vice-amiral ;
- Patanioti, Konstantin Iourevitch : vice-amiral ;
- Pechtchourov, Alexeï Alexeïevitch : (9 mai 1834-9 octobre 1891) - Contre-amiral (31 mars 1874). Navigateur et homme d'État, ministre de la Marine impériale de Russie (1880-1882), gouverneur militaire de Nykolaïev ;
- Perelechine, Pavel Alexandrovitch : (27 juin 1821-1901) - Contre-amiral (30 août 1863) - Amiral (21 avril 1891). Il prit part à la Guerre de Crimée, à la Guerre du Caucase ;
- Petrov, Alexandre Ivanovitch : Contre-amiral ;
- Pilkine, Konstantin Pavlovitch : (26 décembre 1824-12 janvier 1913) - Amiral (1896), membre du Conseil de l'Amirauté, père du précédent ;
- Pilkine, Piotr Pavlovitch : amiral ;
- Pilkine, Vladimir Konstantinovitch : (11 juillet 1869-6 janvier 1850) - Amiral. Au cours de sa carrière dans la Marine impériale de Russie, il prit part à la Guerre russo-japonaise de 1904-1905, à la Première Guerre mondiale, exilé en France ;
- Planson, Konstantin Antonovitch : (30 novembre 1861-1921) - Vice-amiral (30 juillet 1915), membre du Conseil de l'Amirauté ;
- Plater, Grigory Ivanovitch : amiral ;
- Plater, Grigory Ivanovitch : Amiral ;
- Popov, Andreï Alexandrovitch : (4 octobre 1821-18 mars 1898) - Amiral (1898). Il prit part à la Guerre de Crimée, membre du Conseil de L'Amirauté, il supervisa la construction des croiseurs Amiral général et Duc d'Édimbourg ;
- Popov, Viktor Fiodorovitch : Contre-amiral ;
- Poskochine, Fiodor Vassilievitch : (?-1804) - Contre-amiral (1799), héros de la Guerre russo-turque de 1787-1792) ;
- Possiet, Konstantin Nikolaïevitch : (1819-1899) - Amiral. Éminent homme d'État, navigateur, ministre des Chemins de fer de Russie (1874), il prit une part active dans la préparation de la construction du transsibérien, membre du Conseil d'État ;
- Pouchtchine, Piotr Ivanovitch : amiral.
- Poustochkine, Semion Afanassievitch : (1759-18 avril 1846) - Vice-amiral (décembre 1807) - Amiral (1831) ;
- Poutiatine, Ievfimy Vassilievitch : (20 novembre 1803-28 octobre 1883) - Vice-amiral (1851) - Amiral. Homme d'État et diplomate ;
- Poutochkine, Pavel Vassilievitch : vice-amiral ;
- Povalichine, Illarion Afanassievitch : (1739-1799) - Vice-amiral (1er janvier 1784) - Vice-amiral. Héros de la guerre russo-suédoise de 1788-1790 ;
- Povalichine, Nikolaï Fiodorovitch : contre-amiral.

### R

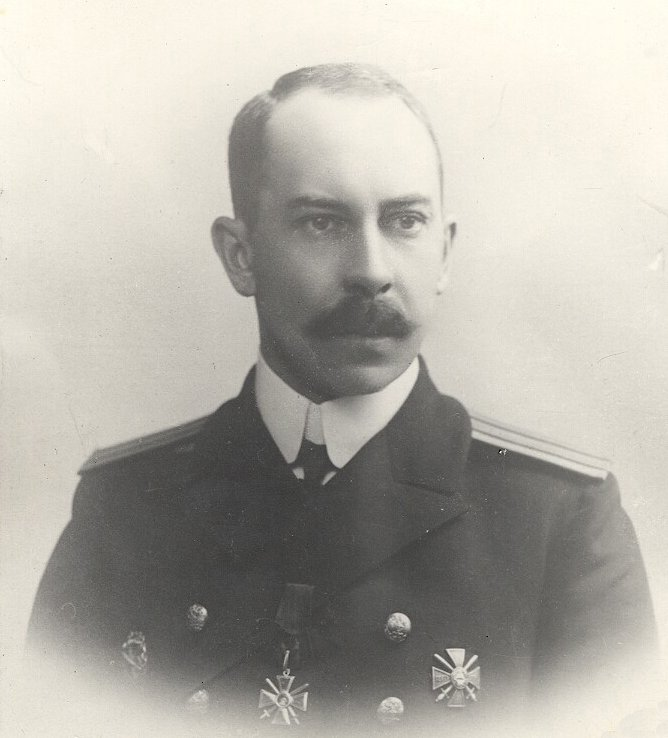
Alexandre Vladimirovitch Razvozov

- Ratkov-Rojnov, Nikolaï Alexandrovitch : Vice-amiral ;
- Ratmanov, Makar Ivanovitch : (1772-1833) - Vice-amiral (1829). Navigateur, il prit part au premier tour du monde de la Russie (1803-1806), en 1812, il entreprit une expédition au large des côtes britanniques, en Espagne (1812) ;
- Razvozov, Alexandre Vladimirovitch : (27 juillet 1879-14 juin 1920) - Contre-amiral (18 juillet 1917). Au cours de sa carrière dans la Marine impériale de Russie, il prit part à la défense de Port-Arthur, au grade de lieutenant de marine à bord du Retvizan il participa à la bataille de la mer Jaune le 10 août 1904, au cours de la Première Guerre mondiale, il dirigea la bataille du détroit de Muhu les 16 octobre et 17 octobre 1917. Arrêté par les Bolcheviques en septembre 1919, il décéda à la prison de Kresty des suites d'une opération de l'appendicite par manque de soins ;
- Reitzenstein, Nikolaï Karlovitch : (7 août 1854-27 novembre 1916) - Contre-amiral (12 juillet 1904). Au cours de la Guerre russo-japonaise de 1904-1905, il prit part à la défense de Port-Arthur, à la bataille de la Mer Jaune, commandant de l'Askold, après cet combat naval, il trouva refuge dans le port Shanghai ;
- Reyneke, Mikhaïl Frantsevitch : (1801-16 avril 1859) - Contre-amiral (juin 1855) -Vice-amiral (30 août 1855). hydrographe. Il effectua un voyage d'études sur les côtes de Laponie (1826), il entreprit un voyage d'études hydrographiques en mer Blanche (1827), il publia un Atlas de la mer Blanche et des côtes de Laponie (1843-1850), il procéda à des recherches hydrographiques dans les eaux de la Baltique (1833-1852) ;

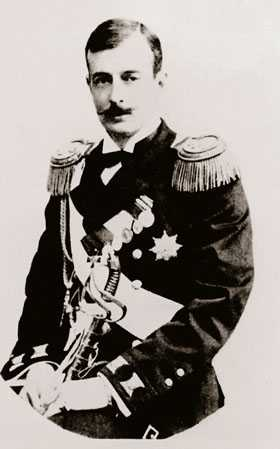
Grand-duc Kirill Vladimirovitch de Russie

- Rikhte, Otto Ottovitch : Contre-amiral ;
- Rikord, Piotr Ivanovitch : (29 janvier 1776-1855) - Amiral. Navigateur, scientifique, diplomate, écrivain, homme d'État. Il participa aux Guerres napoléoniennes, à la Guerre russo-turque de 1828-1829, à la Guerre de Crimée. En 1811, il décrivit les côtes des Îles Kouriles.
- Rimsky-Korsakov, Nikolaï Petrovitch : Vice-amiral ;
- Rimsky-Korsakov, Piotr Voïnovitch : Contre-amiral ;
- Rimsky-Korsakov, Voïn Andreïevitch : (1861-1927) - Contre-amiral (neveu du compositeur) ;
- Rimsky-Korsakov, Voïn Iakovlevitch : Vice-amiral ;
- Rogoulia, Grigory Ivanovitch : Amiral ;
- Rojestvenski, Zinovi Petrovitch : (11 novembre 1848-14 janvier 1909) - Vice-amiral (1903) - Adjudant-général (1904). Il prit part à la Guerre russo-turque de 1877-1878, au cours de la Guerre russo-japonaise de 1904-1905, il exerça le commandement de la 2e escadre du Pacifique, il fut grièvement blessé à la tête lors de la bataille de Tsushima les 27 mai et 28 mai 1905, au terme de cette défaite il admit ses erreurs, elles provoquèrent des résultats catastrophiques : la 2e escadre du Pacifique cessa d'exister, plus de 5000 marins trouvèrent la mort au cours de cette bataille. Revenu de captivité, il fut jugé par un tribunal militaire, ses subordonnés tout particulièrement les marins demandèrent la peine de mort, néanmoins à cause de ses graves blessures acquises lors des combats, il fut acquitté ;
- Rojnov, Piotr Nikolaïevitch : amiral ;
- Roudnev, Vsevolod Fiodorovitch : (31 août 1855-20 juillet 1913) - Contre-amiral (1905). Héros de la guerre russo-japonaise de 1904-1905, il fut le commandant du célèbre Varyag, lors de la bataille de Chemulpo, il accepta l'inégalité des forces (9 navires japonais contre deux bâtiments de guerre russe) ;
- Rousine, Alexandre Ivanovitch : (21 août 1861-17 novembre 1956) - Contre-amiral (1909) - Amiral (1916). Il prit part à la guerre russo-japonaise de 1904-1905, à la Première Guerre mondiale, émigré au Maroc ;
- Rouzek, Alexandre Ivanovitch : contre-amiral ;
- Rykov, Vassily Ivanovitch : Contre-amiral.

### S

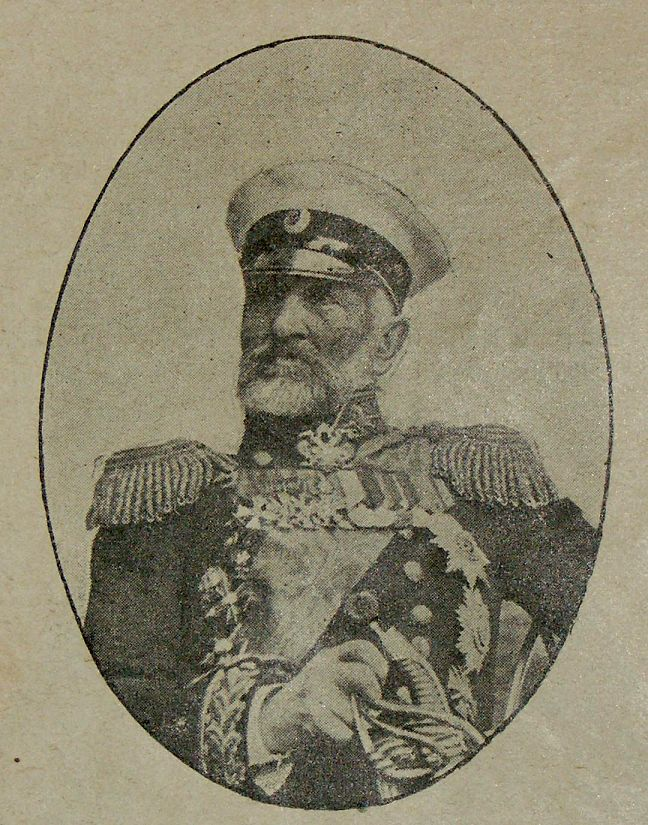
Vassily Alexandrovitch Stetsenko.

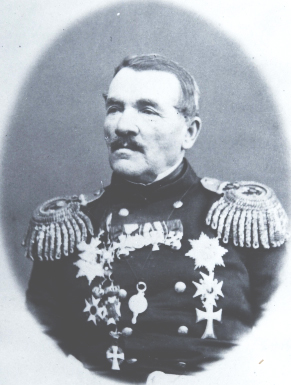
Amiral Ivan Ivanovitch Shantz

- Sabline, Mikhaïl Pavlovitch : Contre-amiral ;
- Sanders, Thomas : Vice-amiral ;
- Sapsay, Alexandre Dmitrievitch : Vice-amiral ;
- Sarnavsky, Vladimir Simonovitch : (22 décembre 1855-8 janvier 1916) - Contre-amiral (1906) - Amiral (22 mars 1915). Il participa à la Guerre russo-turque de 1877-1878, au cours de la guerre russo-japonaise de 1904-1905, commandant du Pallada, il prit part à la défense de Sébastopol, le 10 août 1904, à bord du Pobeda il fut engagé dans la bataille de la mer jaune, après la chute de la forteresse de Port-Arhur il fut capturé par les Japonais ;
- Sarytchev, Fiodor Vassilievitch : (1824-27 mars 1884) - Amiral (1875). Participation à la défense de Sébastopol ;
- Sarytchev, Gavriil Andreïevitch : (1763-11 août 1831) - Amiral (1826). Navigateur, explorateur polaire, hydrographe, homme d'État, il fonda l'archéologie polaire. Il prit part à sa première expédition en Sibérie et en Extrême-Orient (1785-1790, il entreprit sa seconde expédition (1790-1791), une troisième expédition l'amena dans la partie orientale de la Sibérie et en Arctique, il dirigea une expédition hydrographique en mer Baltique (1802-1806) ;
- Saveliev, Ivan Illarionovitch : Contre-amiral ;
- Schilling, Nikolaï Gustavovitch : Amiral ;
- Schmidt, Vladimir Petrovitch : Amiral ;
- Schwarz, Mikhaïl Pavlovitch : (1826-1896) - Amiral (6 mars 1896). Au cours de la Guerre de Crimée, il se distingua lors de la bataille de Sinope, le 30 novembre 1853, pendant la défense de Sébastopol, il commanda la fameuse redoute gauche placée sur la première ligne de défense, cette redoute fut le point le plus dangereux des positions russes, blessé à la tête le 7 juin 1855 ;
- Schwarz, Sergueï Pavlovitch : Amiral ;
- Selistranov, Mikhaïl Konstantinovitch : Vice-amiral ;
- Seniavine, Alexeï Naoumovitch : (1716-10 août 1797) - Contre-amiral (1766) - Amiral (1775). Affecté dans la flottille du Dniepr, il prit part à la guerre russo-turque de 1737-1739, Il participa également à la guerre de Sept Ans (1754-1763), commandant d'un bâtiment de guerre lors du blocus de Kołobrzeg, membre du Conseil de l'Amirauté ;
- Seniavine, Dmitry Nikolaïevitch : (17 août 1763-5 avril 1831) - Contre-amiral (1804) - Amiral (1826). L'un des plus grands marins des Guerres napoléoniennes. Au cours de la Guerre russo-turque de 1787-1792, sous le commandement de l'amiral Fiodor Fiodorovitch Ouchakov, il prit part à la Bataille de Fidonisi le 14 juillet 1788, il se distingua à la bataille de Calivua le 11 août 1791, il dirigea l'assaut contre la forteresse française de Saint-Maure à Leucade et prit Corfou (1799). Il se distingua également au cours des Guerres napoléoniennes. Au cours de la guerre russo-turque de 1806-1812, il mena une attaque sur Constantinople et prit l'île de Ténédos (mars 1807). Gouverneur du port de Kronstadt, membre du Conseil d'État, sénateur (1826) ;
- Seniavine, Naoum Akimovitch : (1680-24 mai 1738) - Premier vice-amiral de la Marine impériale de Russie, un proche de Pierre Ier de Russie. Il se distingua au cours de la Guerre du Nord (1700-1721), il prit part à la bataille d'Ösel le 4 juin 1719, au cours de la Guerre russo-turque de 1737-1739, il commandan la flottille du Dniepr, membre de l'Amirauté, grand-oncle de Dimitri Nikolaïevitch Senyavine, père d'Alexeï Naoumovitch Senyavine ;
- Serebriakov, Lazar Markovitch : (1795-1862) Amiral (1856). Né sous le nom de Ghazar Artsatagortsian, d'origine arménienne. Il prit part à la Guerre russo-turque de 1828-1829), il prit également part à la Guerre de Crimée (1853-1856) au cours de ce conflit son fils fut tué, il établit les bases de la ville de Novorossiisk, membre du Conseil de l’Amirauté ;
- Shantz, Ivan Ivanovitch : (13 novembre 1802-3 janvier 1880) - Vice-amiral (août 1855) - Amiral (1er janvier 1866). Issu d'une famille hessoise, né sous le nom de Eberhard von Shantz, il se mit au service de la Marine suédoise, en 1820, il entra au service de la Marine impériale de Russie, de 1833 à 1835, il entreprit un tour du monde, membre du Conseil de l'Amirauté, de 1848 à 1855, il dessina des plans destinés à la construction de navires : la frégate Riourik, l'Olaf, le Kalevala, etc. ;
- Sievers, Fiodor Ivanovitch : Contre-amiral (1719) - Amiral ;
- Simansky, Alexandre Lukitch : Vice-amiral ;
- Siniavine, Ivan Akomvitch : (?-1726) - Contre-amiral (entre 1721 et 1725) - Shautbenaht (grade néerlandais correspondant à celui de contre-amiral) ;
- Siniavine, Nikolaï Ivanovitch : Vice-amiral ;
- Sinitsyne, Piotr Akimovitch : Amiral ;
- Skrydlov, Nikolaï Illarionovitch : (1er avril 1844-4 octobre 1918) - Amiral (28 août 1907). Il prit part à la Guerre russo-turque de 1877-1878, il mourut de faim à Petrograd ;
- Sokovine, Nikolaï Mikhaïlovitch : vice-amiral ;
- Soukhotine, Iakov Filippovitch : Vice-amiral ;
- Soulmenev, Ivan Savvitch : (1770-1851) - Amiral. Cartographe ;
- Soymonov, Fiodor Ivanovitch : (1682-1780) - Vice-amiral (1739). Le plus grand navigateur et hydrographe russe. En 1720, accompagné de trois amis, il décrivit les côtes du sud et de l'ouest de la mer Caspienne, en 1726, il acheva la description des côtes de l'est de la mer Caspienne, gouverneur de Sibérie (1753) ;
- Speer, Vassily Abramovitch : contre-amiral ;
- Spiridov, Alexeï Grigorievitch : amiral ;
- Spiridov, Grigory Andreïevitch : (1713-19 avril 1790) - Amiral (1762). Il prit part à la Guerre russo-turque de 1735-1739, à la guerre de Sept Ans (1756-1763), à la Guerre russo-turque (1768-1774), sa victoire à la bataille de Tchesmé le rendit célèbre ;
- Stackelberg, Ewald Antonovitch : (1847-?) - Vice-amiral (1908). Il participa à la guerre russo-japonaise de 1904-1905, membre des commissions chargées d'étudier les résultats de la bataille de la mer jaune, de la bataille de Tsushima ;
- Stanioukovitch, Mikhaïl Nikolaïevitch : amiral ;
- Stark, George Karlovitch : (20 octobre 1878-2 mars 1950) - Contre-amiral (28 juillet 1917) - Amiral. Au cours de la guerre russo-japonaise de 1904-1905, il servit comme officier à bord du croiseur Aurore au sein de la 2e escadre du Pacifique, il fut blessé à la bataille de Tsushima (27 mai et 28 mai 1905), il prit également part à la Première Guerre mondiale, en 1918, il rejoignit l'Armée de Komucha (troupes de l'Armée Blanche opérant dans la région de la Volga), il commanda la flottille de l'Armée Blanche de la Volga, le 17 juin 1921, à la demande du Priamursky Zemstvo il prit le commandement de la flottille de Sibérie, il fut en mesure de rétablir l'ordre, il réussit à acquérir un grand nombre de navires destinés à l'évacuation des forces Blanches et des réfugiés. Le 23 octobre 1922, il s'empara du reste de la flottille de Sibérie ayant à son bord 30 000 réfugiés. Avec 30 navires, il se rendit à Genzan (Corée), à Shanghai où un grand nombre de réfugiés quittèrent les navires puis aux Philippines. À Manille, il vendit les navires. Les produits de cette vente, une petite réserve d'or prise lors de l'évacuation furent distribués entre les officiers et les subalternes de l'ex-flottille de Sibérie. Exilé, il exerça la profession de chauffeur de taxi à Paris, lors de la Seconde Guerre mondiale, il refusa de coopérer avec les autorités nazies ;
- Stark, Oskar Viktorovitch : (16 août 1846-13 novembre 1928), Vice-amiral (6 décembre 1902). Explorateur de la baie de Pierre le Grand et des mers d'Extrême-Orient, émigré en Finlande ;
- Stetsenko, Konstantin Vasylievitch : Amiral ;
- Sutherland, Kenneth : (?-1732 ou 1734). D'origine anglaise, 3e seigneur de Duffus.

### T

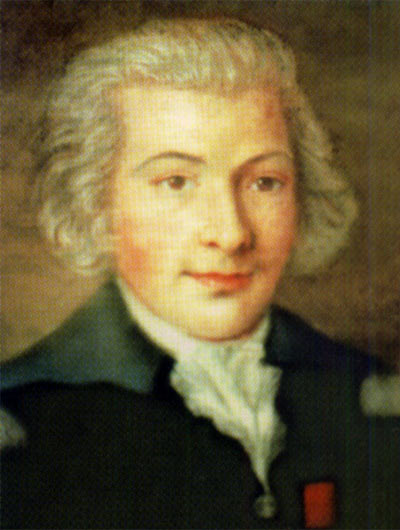
Jean-Baptiste Prévost de Sansac, marquis de Traversay.

- Talaïev, Andreï Zinovievitch : Contre-amiral ;
- Talyzine, Ivan Lukianovitch : (1700-1777) - Amiral. Membre du Collège de l'Amirauté ;
- Taube, Vassily Fiodorovitch : Vice-amiral ;
- Tchaguine, Ivan Ivanovitch : (12 novembre 1860-1912) - Contre-amiral (29 mars 1909). Commandant de l'Almaz au cours de la bataille de Tsushima (27 mai et 28 mai 1905), ce fut le seul bâtiment de guerre russe à atteindre Vladivostok au terme de ce combat naval ;
- Tchaïkovsky, Dmitry Ivanovitch : Contre-amiral ;
- Tcherevine, Ivan Grigorievitch : Contre-amiral ;
- Tcherkassky, Mikhaïl Borissovitch: Contre-amiral ;
- Tchernychev, Ivan Grigorievitch : (1726-1797) - Amiral. Diplomate, maréchal et sénateur (1796) ;
- Tchikhatchev, Nikolaï Matveïevitch : (29 avril 1830-15 janvier 1917) - Contre-amiral (15 octobre 1867) - Amiral (1892) - Adjudant-général (1893). Il participa à l'expédition de Gennady Ivanovitch Nevelskoï dans la région du fleuve Amour (1851-1853), avec d'autres membres d'une nouvelle expédition, il décrivit les côtes de l'île Sakhaline, il prospecta pour découvrir des gisements de charbon et l'ouverture du détroit de Nevelskoï (1853-1854). En 1857, dans une nouvelle expédition, il cartographia les golfes Vladimir et Olga dans le détroit de Tatarie. Au cours de la Guerre russo-turque de (1877-1878), il fut chargé de la défense d'Odessa, ministre de la marine de novembre 1888 à mai 1896 ;
- Tchistiakov, Piotr Egorevitch : Amiral ;
- Tchitchagov, Pavel Vassilievitch : (22 juin 1767-20 août 1849) - Contre-amiral (1799) - Amiral (1807). Commandant du Rostislav, il se distingua lors de la Guerre russo-suédoise de 1788-1790, il participa également à la Campagne de Russie (1812), il fut accusé d'avoir laissé échappé Napoléon Ier lors de la traversée de la Bérézina, ministre de la Marine de 1802 à 1811 ;
- Tchitchagov, Vassili Iakovlevitch : (28 février 1726-4 avril 1809) - Amiral. Explorateur, il organisa une expédition navale afin de découvrir la route du Nord (passage d'Arkhangelsk au Kamtchatka) entre les océans Atlantique et Pacifique en longeant les côtes sibériennes. Il prit part à la guerre russo-turque de 1768-1774, il fut chargé de la défense du détroit de Kertch, au cours de la guerre russo-suédoise de 1788-1790, il remporta la bataille de d'Öland (26 juillet 1789), la bataille de Reval (13 mai 1790), la bataille de la baie de Vyborg (4 juillet 1790), père du précédent ;
- Tchoukhnine, Grigory Pavlovitch : (1848-28 juin 1906) - Vice-amiral (avril 1904). Chef des forces navales russes, assassiné à Sébastopol ;
- Tebenkov, Mikhaïl Dmitrievitch : (1802-1872) - Contre-amiral (mars 1855) - Vice-amiral (5 septembre 1860). En 1829 et 1831 il fit la description de la région du golfe de Norton et de l'archipel Alexandre, gouverneur de l'Amérique russe et gestionnaire de la Société russo-américaine (1845), il entreprit une expédition dans l'estuaire du fleuve Amour, il dirigea une expédition chargé de répertorier les îles Aléoutiennes et les îles de l'Alaska ;
- Tebenkov, Nikolaï Mikhaïlovitch : vice-amiral, fils du précédent ;
- Tet, Georges : amiral ;
- Tikhmenev, Alexandre Ivanovitch : contre-amiral ;
- Traversay, Jean-Baptiste Prevost, marquis de : (24 juillet 1754-19 mai 1831) - Contre-amiral 10 juillet 1791 - Amiral (1801). Connu en Russie sous le nom de Ivan de Traverse, né en Martinique, il commença sa carrière dans la Marine française, il prit part à la Guerre d'indépendance des États-Unis, il participa à la bataille d'Ouessant le 27 juillet 1778, en avril et mai 1780, il participa aux trois épisodes de la bataille de la Martinique, le 5 septembre 1781, il se distingua lors de la bataille de la baie de Chesapeake. En 1791, il entra en service de la Marine impériale de Russie. Au cours de la Guerre russo-turque de 1806-1812, son rôle fut limité à la défense des nouvelles bases navales de Crimée et de la péninsule de Taman, en avril 1807, il assiégea et détruisit la ville d'Anapa. Ministre de la Marine impériale de Russie de 1815 à 1828, il soutint les expéditions en Arctique et Antarctique (1815-1818) - (1819-1821) ;
- Trezel S. : (?-3 avril 1715) - Contre-amiral (30 juin 1714) - shautbenaht (grade la marine néerlandaise), néerlandais ;
- Troubetskoy, Vladimir Vladimirovitch : Contre-amiral ;
- Tsebrikov, Alexandre Romanovitch : (1802-1876) - Contre-amiral (1er juin 1853) - Vice-amiral (1860). Dans le cadre de la Guerre russo-turque de 1828-1829, il prit part à la prise de Varna, il participa également à la guerre de Crimée ;
- Tsebrikov, Egor Ivanovitch : Contre-amiral (20 janvier 1854) - Vice-amiral (28 décembre 1859). Le 20 octobre 1827, il se distingua à la bataille de Navarin ;
- Tsivinsky, Genrikh Faddeïevitch : Vice-amiral ;
- Tyrkov, Vladimir Dmitrievitch : (1869-1916) - Contre-amiral (1915). Il participa à la Guerre russo-japonaise de 1904-1905, à la Première Guerre mondiale ;
- Tyrtov, Pavel Petrovitch : (1838-1903) - Contre-amiral (1886) - Amiral (6 décembre 1896). Ministre de la Marine impériale de Russie (13 juillet 1896-4 mars 1903), membre du Conseil d'État ;
- Tyrtov, Sergueï Petrovitch : (1839-1903) - Vice-amiral, commandant de la flotte de la mer Noire, frère du précédent.

### V

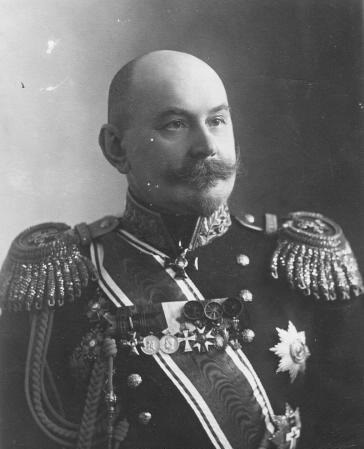
Stepan Arkadievitch Voïevodsky.

- Vald, Alexandre Ivanovitch : Contre-amiral ;
- van Hooft (Fangoft), Ivan Ivanovitch : Contre-amiral (22 octobre 1721) ;
- Vassiliev, Mikhaïl Nikolaïevitch : Vice-amiral. Explorateur de l'Arctique et du pôle Nord. En mars 1819, il entreprit une expédition d'exploration de l'océan Arctique, sa mission première fut de trouver un passage par le détroit de Béring vers l'océan Atlantique, En 1820, il ancra dans le port à Port Jackson, le 23 avril 1820, il franchit l'équateur puis longea les côtes de l'Amérique du Nord où il rencontra la glace, ne disposant pas de bons navires il prit la décision de suivre la route du Sud. Après avoir longé l'île de Saint-Laurent, son équipe ancra dans le port de Novo-Arkangelsk. Le 30 avril 1821, il reprit la mer, suivant les instructions de son commandant Gleb Semionovitch Chichmarev, il eut pour mission d'explorer les côtes d'Asie, de trouver un passage au nord du détroit de Bering vers l'océan Atlantique, en cas d'échec, il devait effectuer la description de la terre de Tchoukotka, il décrivit la côte entre la baie de Bristol et la baie de Norton puis se dirigea vers le Nord en longeant les côtes d'Amérique il se dirigea vers le passage, le 8 avril 1821, il jeta l'ancre dans le port de Petropavlovsk ;
- Vassilkovsky, Stanislav Frantsevitch : contre-amiral ;
- Veïs, Alexandre Konstantinovitch : contre-amiral ;
- Verderevsky, Dmitry Nikolaïevitch : (4 novembre 1873-22 août 1947) - Amiral (10 novembre 1916). Il prit part à la guerre russo-japonaise de 1904-1905, blessé au cours de la révolte des marins du Mémoire d'Azov en 1906, il participa à la Première Guerre mondiale, après la Révolution de Février 1917, il occupa le poste de ministre de la Marine du gouvernement intérimaire d'Alexandre Fiodorovitch Kerensky (1917). Exilé à Londres (1918), à Paris (1920), pendant la Seconde Guerre mondiale, il prit une position négative envers les nazis, en 1945 il se félicita de la victoire de l'Armée rouge ;
- Verkhovsky, Vladimir Pavlovitch : amiral ;
- Vesiolkine, Mikhaïl Mikhaïlovitch : contre-amiral ;
- Viatkine, Fiodor Alexeïevitch : Contre-amiral.
- Viazemsky, Nikolaï Alexandrovitch : Vice-amiral ;
- Viazemsky, Sergueï Sergueïevitch : Contre-amiral ;
- Vichnevetsky, Fiodor Fiodorovitch : Contre-amiral ;
- Vilboa, Nikita Petrovitch : (1681-1760) - François Guillemot de Villebois - Vice-amiral (1747), l'un des meilleurs éléments de Pierre Ier de Russie et de Catherine Ire de Russie ;
- Vilster, John : Vice-amiral (1721) ;
- Viren, Robert Nikolaïevitch : Amiral ;
- Virenius, Andreï Andreïevitch : Vice-amiral ;
- Vladimir Pavlovitch de Russie : contre-amiral ;
- Vladislavlev, Piotr Petrovitch : Contre-amiral ;
- Voïedvosky, Stepan Arkadievitch : (1859-1937) Amiral (1913). Ministre de la Marine impériale de Russie de 1909 à 1911), membre du Conseil d'État, fils d'Arkadi Vassilievitch Voïevodsky ;
- Voïevodsky, Arkadi Vassilievitch : Amiral ;
- Voïevodsky, Platon Vassilievitch : Vice-amiral ;
- Voïevodsky, Stepan Vassilievitch : (1805-1884) - Amiral. Il prit part à la bataille de Navarin ;
- Voïnovitch, Marko Ivanovitch : (1750-1807) - Contre-amiral (1787) - Amiral (1801). Il est considéré comme l'un des fondateurs de la flotte de la mer Noire. Au grade de contre-amiral il prit part à la Guerre russo-turque de 1787-1792, il participa à la bataille de Fidonisi le 14 juillet 1788 ;
- Volkov, Nikolaï Alexandrovitch : Contre-amiral ;
- von Desin (Fondesine), Martin Petrovitch : Amiral ;
- Vonliarliarsky, Ivan Vassilievitch : Contre-amiral ;
- Vorojeïkine, Nikolaï Danilovitch : Contre-amiral.

### W

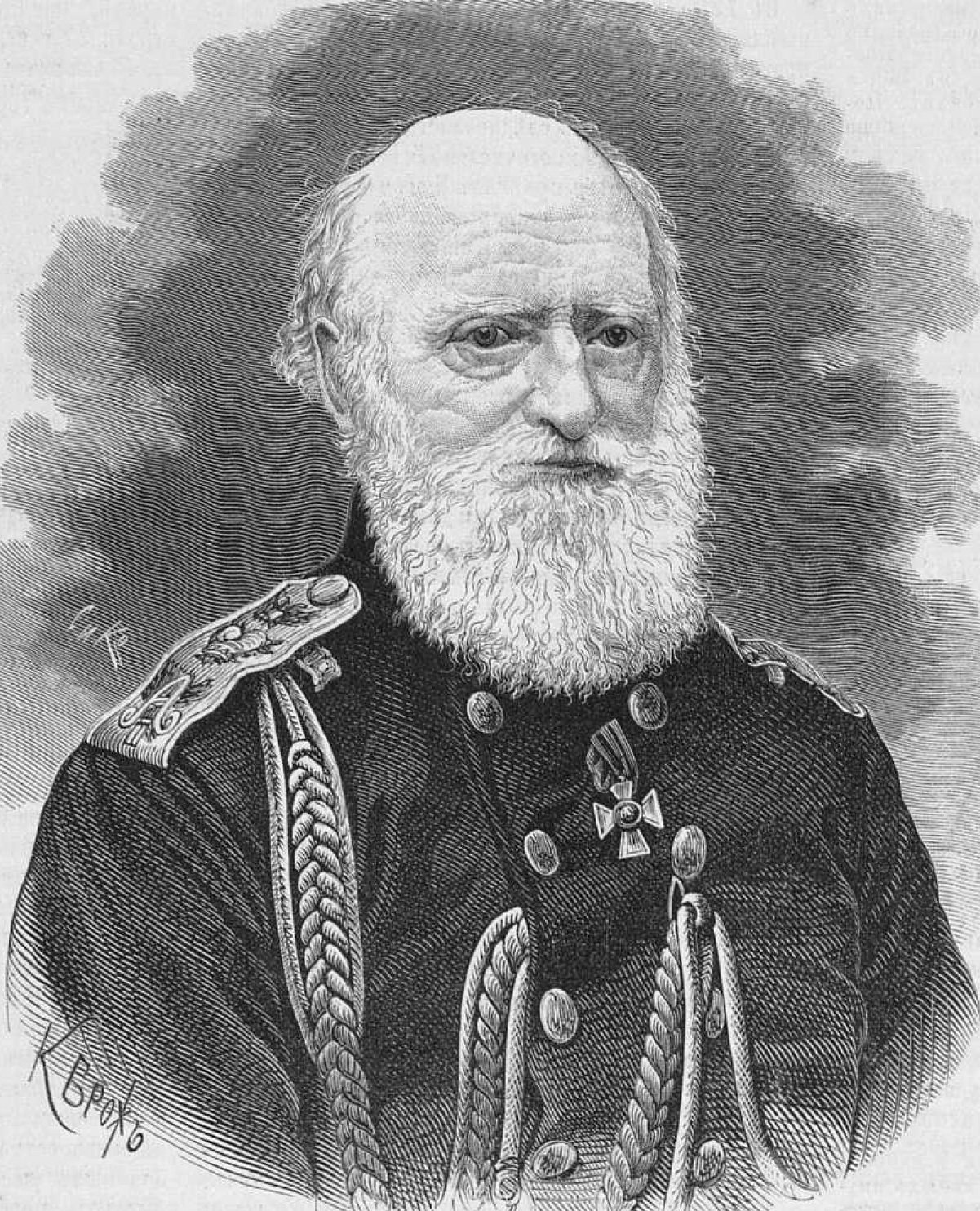
Ferdinand Petrovitch von Wrangel.

- Withöft, Wilhelm Karlovitch : (14 octobre 1847-10 août 1904) - Contre-amiral (1900) - commandant de la 1re escadre du Pacifique et du cuirassé Tsarevitch, il prit part à la bataille de la mer Jaune le 10 août 1904, il trouva la mort au cours de cette bataille ;
- Wrangel, Berngard Vassilievitch : (6 janvier 1797-25 avril 1892) - Vice-amiral (1860) - Amiral (1836). Né Bernhard Wilhelm von Wrangel, de parents allemands ; grand-père de Piotr Nikolaïevitch Wrangel ;
- Wrangel, Ferdinand Petrovitch : (9 janvier 1797-6 juin 1870) - Vice-amiral (1849) - Adjudant-général - Amiral (1857). Navigateur et explorateur polaire. Entre 1820-1824, il entreprit une expédition afin d'étudier la côte nord-est de la Sibérie, au cours de ce voyage il fit la description de la côte de Sibérie de la rivière Indiguirka à la baie de Koliouchinskoï, en outre, il cartographia l'île aux Ours. Entre 1824 et 1827, il accomplit un tour du monde. Gouverneur de l'Amérique russe de 1829 à 1835, à ce poste il étudia personnellement l'Amérique du Nord de la côte ouest au détroit de Béring à la Californie, il créa également un observatoire météorologique magnétique Sitka. En 1836, il accomplit une troisième tour du monde. Ministre de la Marine impériale de Russie de 1855 à 1857, membre du Conseil d'État (1857), il fut un des opposants à la vente de l'Alaska aux États-Unis.

### Z
- Zabadski, Ivan Ivanovitch ;

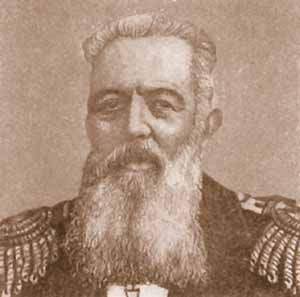
Vassili Stepanovitch Zavoïko.

- Zaboudski, Grigory Nikolaïevitch : (1828-1891) - Contre-amiral (1882) - Vice-amiral (1887). Affecté dans la flotte de la mer Noire il prit part à la Guerre de Crimée, au cours de ce conflit il participa à la Bataille de Sinope (30 novembre 1853), de 1853 à 1854, il prit également part à la défense de Sébastopol ;
- Zamyki, Dmitri Petrovitch ;
- Zarine, Appolinari Alexandrovitch : (1805-1872) - Contre-amiral (15 avril 1856) - Vice-amiral (1864). En 1833, transféré dans la flotte de la mer Noire, il prit part à la Guerre du Caucase (1785-1864), capturé, il resta quelques mois en captivité, au cours de la guerre de Crimée, il assura le commandement de toutes les batteries de la côte nord de Sébastopol. Au cours de l'insurrection polonaise de 1863, la Russie craignant une intervention des puissances étrangères, il fut chargé de la gestion des canonnières et des troupes au sol destinées à renforcer la défense de Tranzunda et de la protection de Vyborg ;
- Zaroubaïev, Sergueï Valérianovitch ;
- Zaroudny, Viktor Ivanovitch ;
- Zatsarenny, Vassili Maksimovitch : (30 janvier 1852-1916) - Contre-amiral (27 avril 1906) - Amiral (14 avril 1913). Commandant du cuirassé Pobeda, au cours de la Guerre russo-japonaise de 1904-1905, il participa à la bataille de la mer Jaune le 10 août 1904, capturé par les Japonais en 1905, il fut libéré en 1906, commandant et maire de la ville portuaire de Mykolaïv (2 janvier 1906), gouverneur par intérim de Nikolaïev (20 octobre 1907) ;
- Zavoïko, Vassili Stepanovitch : (1809-1898) - Amiral. Au grade d'adjudant il participa à la bataille de Navarin le 20 octobre 1827, entre 1835 et 1838, il effectua deux tours du monde, entré au service de la Société russe américaine, en 1840, il fut nommé gouverneur d'Okhotsk. Au cours de ses voyages, il étudia l’embouchure du fleuve Amour, en 1849, il fut nommé gouverneur militaire du Kamtchatka et commandant du port de Petropavlovsk, au cours de la guerre de Crimée, il prit part à la défense de Petropavlovsk (1854) ;
- Zelenetski Rostislav Dmitrievitch ;
- Zelenoï, Alexandre Pavlovitch : (6 septembre 1872-4 septembre 1922) - Contre-amiral (1917). Il participa à la Première Guerre mondiale, célèbre pour sa gestion de la Croisière de glace de la flotte de la Baltique en 1918, après la Révolution de Février 1917 il servit dans la Marine soviétique ;
- Zelenoï, Pavel Alexeïevitch : (1833-1909) - Amiral (1902) ;
- Zeliony, Alexandre Illitch ;
- Zeliony, Alexandre Pavlovitch ;
- Zeliony, Semion Ilitch : (20 août 1812-9 juin 1892) - Amiral. Sous le commandement de Fiodor Fiorovitch Schubert il détermina la longitude des côtes et des îles de la mer Baltique ;
- Zmajević, Matveï Khristoforovitch : (6 janvier 1680-3 septembre 1735) - Contre-amiral et pour la première fois dans l'histoire de la Marine impériale de Russie vice-amiral - Amiral (1727). Au cours de la Grande guerre du Nord (1700-1721), il prit part à la bataille de Gangut le 7 août 1714, membre du Collège de l'Amirauté, gouverneur d'Astrakhan (1733) ;
- Zotov, Konon Nikititch : (1690-1742) - Contre-amiral (1742).